# Céramique de la période Jōmon
Ne pas confondre avec Période de la céramique Jeulmun
Sauf précision contraire, les dates de cet article sont sous-entendues « avant l'ère commune » (AEC), c'est-à-dire « avant Jésus-Christ ».
La céramique Jōmon (縄文式土器, Jōmon-shiki doki) rassemble les différents types de céramique japonaise réalisés durant la période Jōmon (approximativement de 13000 jusqu'en 800 ou 300 avant l'ère commune), une longue période de la préhistoire du Japon. Le terme « Jōmon » (縄文) caractérise cette période par une céramique typique à décor (文, mon) par impression de cordes (縄, jō), ou décor cordé, qui a été ainsi nommé en 1877 par le naturaliste américain Edward Sylvester Morse. Depuis cette première découverte, il s'avère que les décors ne sont pas uniquement réalisés avec des cordes et les motifs sont extrêmement nombreux. Ainsi les caractéristiques spécifiques à la période ont pu être établies, la chronologie précisée grâce à de très nombreuses fouilles dispersées sur tout le territoire et avec l'engagement de la population. Sur cette très longue période, une multitude de formes et de procédés décoratifs ont été produits dans les îles du Japon, avec des différences souvent très importantes, ou moins entre nord et sud.

## Historique
Certains penseurs et collectionneurs japonais des XVIIe et XVIIIe siècles avaient connaissance d'un ensemble de poteries qui leur apparaissaient révéler un temps plus ancien que celui qui était alors connu. Ces poteries découvertes dans le nord-est de l'archipel, et que l'on sait aujourd'hui relever de la fin de la période Jōmon, furent nommées du nom de ce premier gisement, poterie de Kamegaoka. Elles furent aussi collectionnées dès cette époque sur des critères esthétiques. On y trouva en 1887 la célèbre dogu aux « lunettes de neige ». Ces dogu étaient connues aussi de certains savants japonais, mais attribuées aux Emishi, les populations indigènes mentionnées dans les chroniques anciennes.
En 1877 le naturaliste américain Edward Sylvester Morse (1838-1925) définissait ce type ancien de poterie et celles découvertes sur les amas coquilliers par leur décor corded marked pottery. La traduction japonaise  créa le terme jōmon, « décor à la corde ».
Morse, spécialiste des brachiopodes, était le premier professeur à enseigner la zoologie au Japon, à l'Université impériale de Tokyo, et ce sont ses recherches qui l'amenèrent sur l'amas coquillier d'Aomori. Après lui, plusieurs publications sur les dogu vont paraître dans le Tokyo de l'ère Meiji, en particulier en 1886 dans The Journal of the Anthropological Society.
Les poteries épaisses, qui furent ensuite attribuées aux cultures Jōmon, ont été attribuées par Ryuzo Torii en 1920 aux ancêtres de la « race Aïnou » et les poteries fines - d'époque Yayoi - aux ancêtres de la « race Yamato » (Japonais anciens et actuels), ceci dans un contexte international qui envisageait l'étude des sociétés en termes de « races ». Mais alors que R. Torii mettait au point sa théorie dans les années 1910, une méthode fondée sur la chronologie donnée par la stratigraphie était appliquée aux poteries avec le paléontologiste Hikoshichiro Matsumoto, publié en 1919.
La première mise en ordre des poteries revient à Yamanouchi Sugao (1902-1970), véritable leader de l'étude typo-chronologique. Au début des années 1930, c'est Nakaya Jiujirō (1902-1936) qui a fait connaitre le Japon préhistorique en Europe, ayant édité le premier manuel d'archéologie japonais de Préhistoire en 1929, 日本石器時代提要 « Précis sur l’âge de la pierre au Japon ». Il présentera en France les poteries à bec verseur de la fin du Jōmon et les dogu dans le Journal asiatique et dans la revue Documents, une revue qui rassemblait divers courants de la pensée et de la littérature moderne avec l'anthropologie et l'art contemporain des années 1920-1930.

## Chronologie de la période Jōmon et diversité des types d'objets

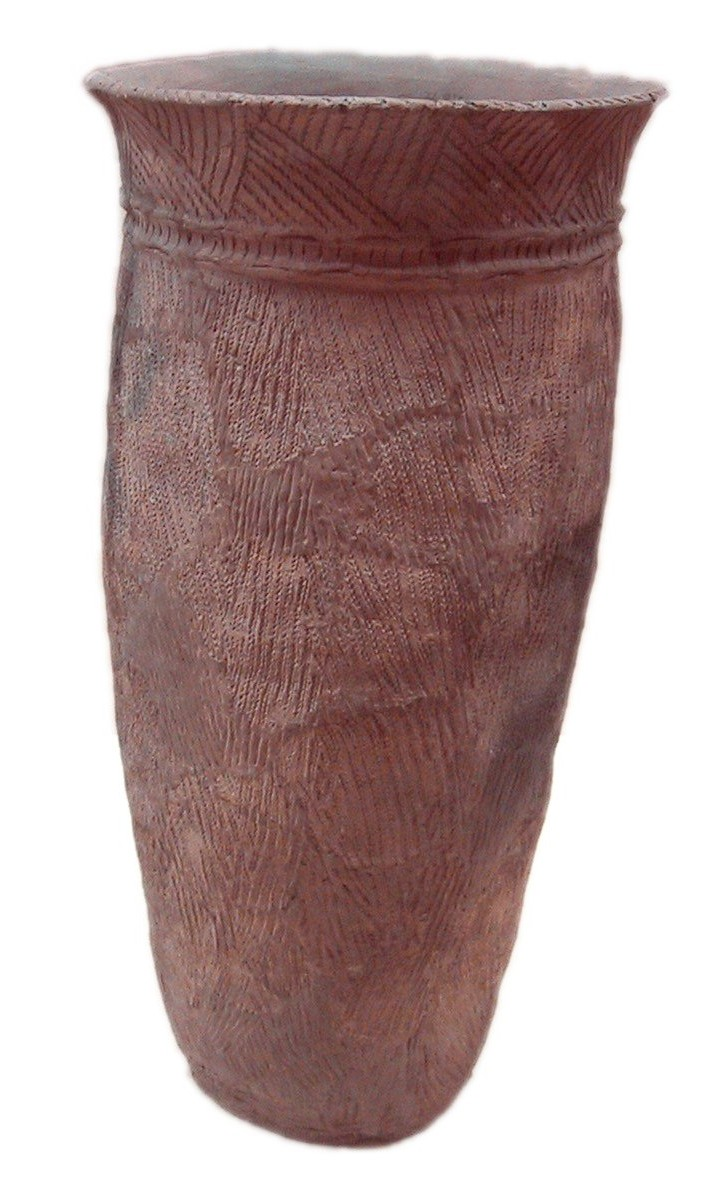
Poterie à décor cordé, Jōmon Archaïque 5000-4000 (Musée national de Tokyo, TNM).
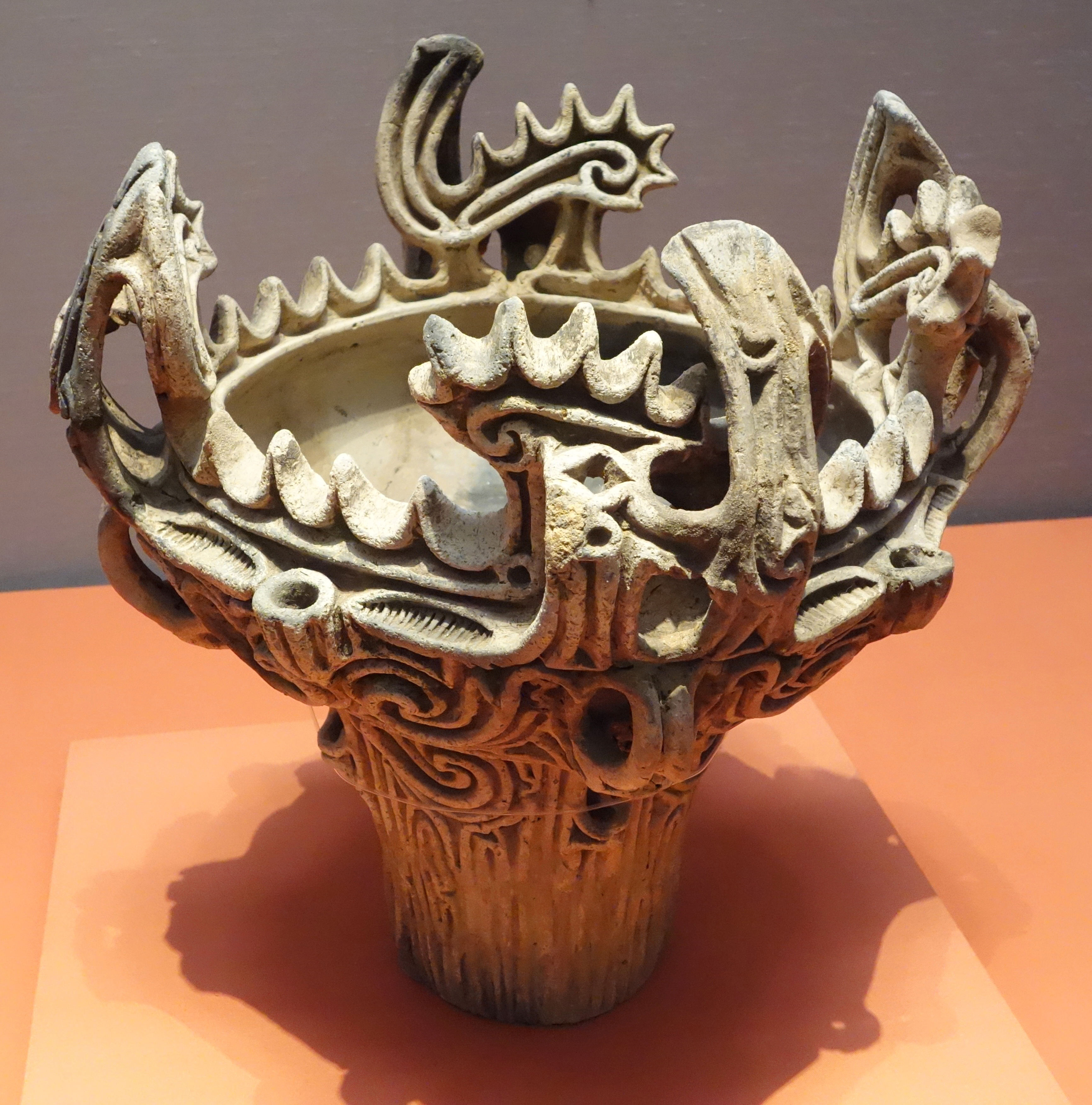
Jarre de type « couronne », style « flammèches » « No 1 ». H. env. 45 cm. Site : Sasayama[9], Niigata[10]. Tokamachi City Museum
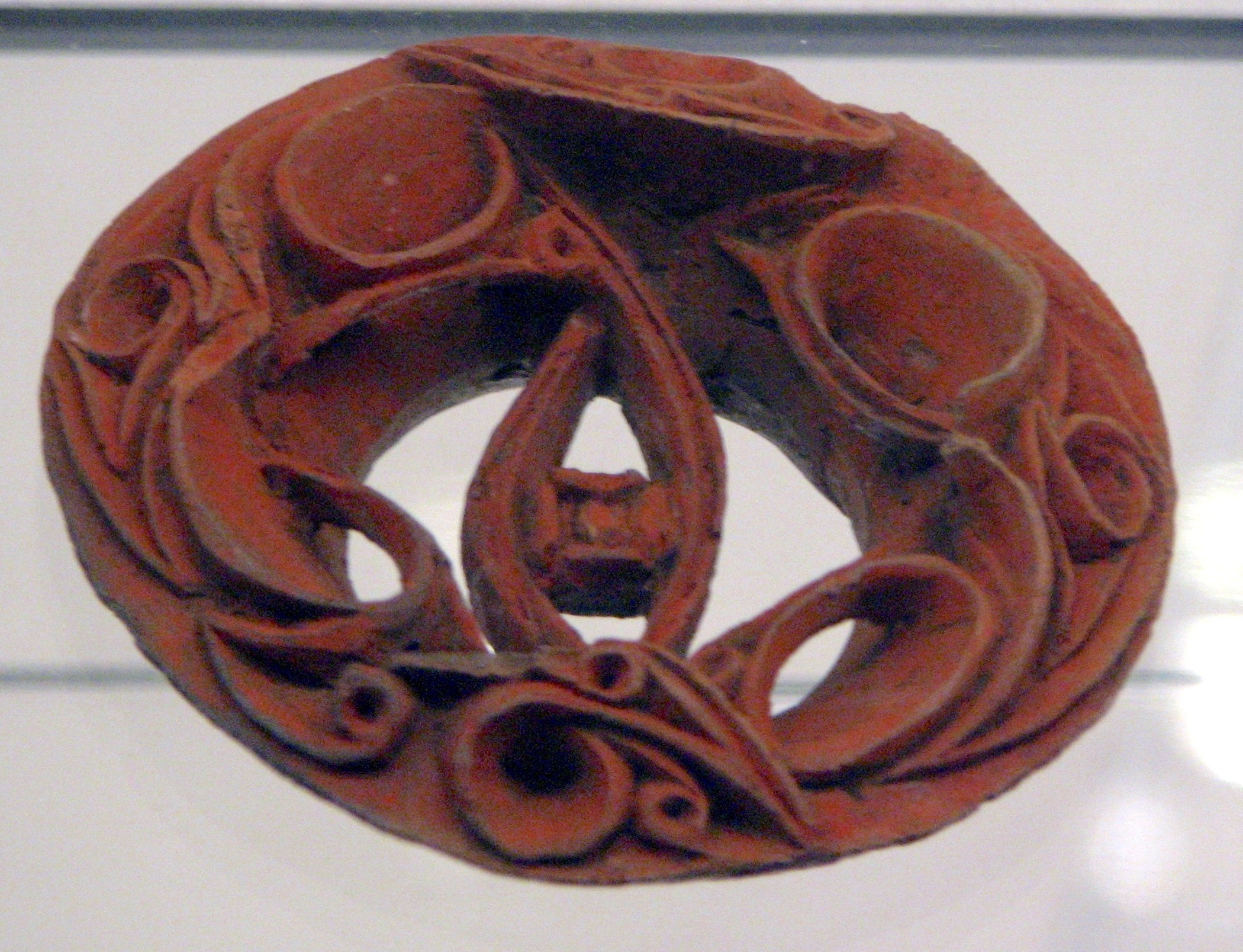
Ornement d'oreille (distendue), D. 5 cm. Terre cuite. Jōmon Final, 1000-300. Musée d'Edo-Tokyo.
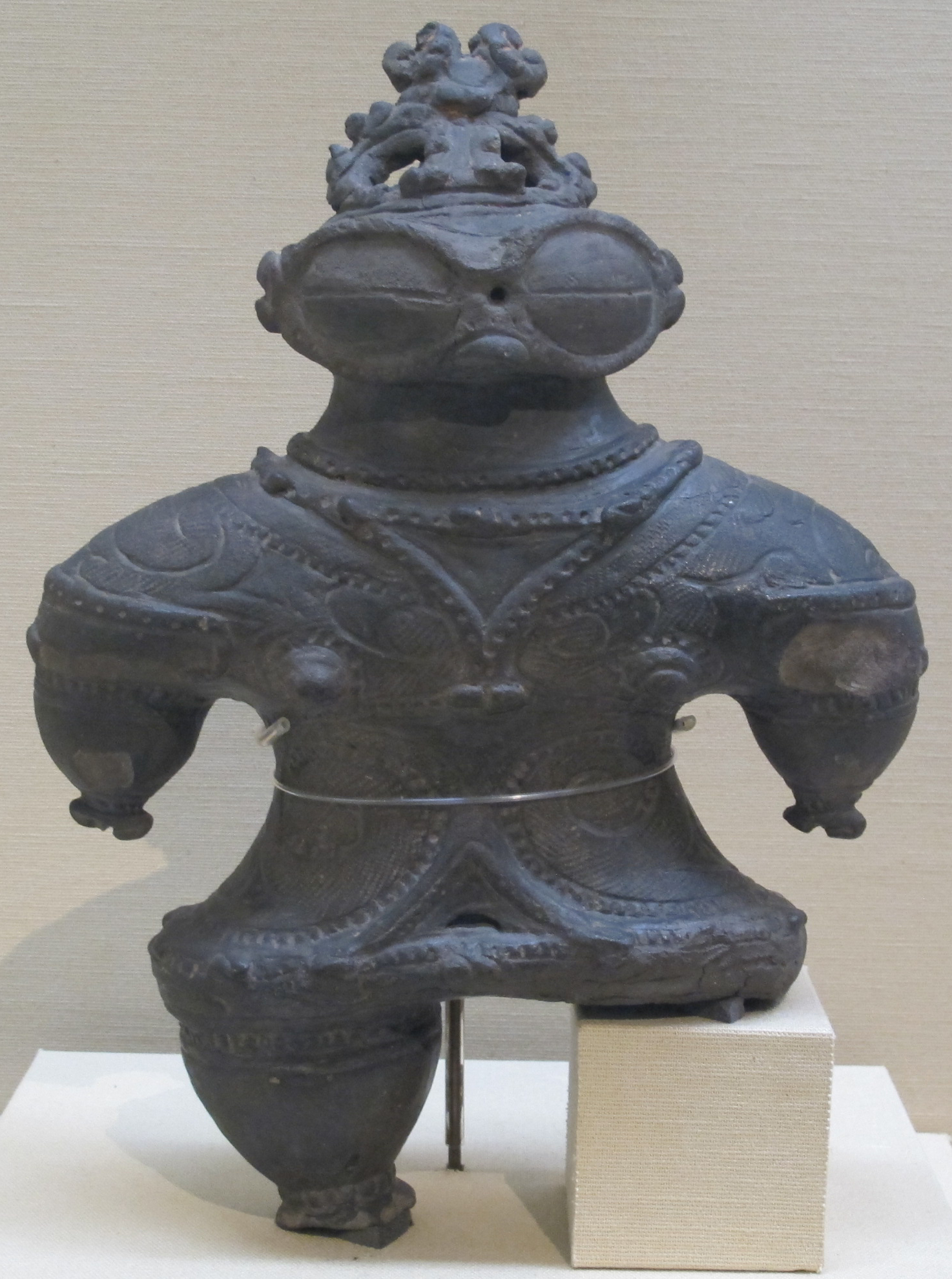
Dogū aux yeux exorbités. Terre cuite noire, H. 34,3 cm. Jōmon Final, 1000-400. Kamegaoka, préfecture d'Aomori. TNM[11].
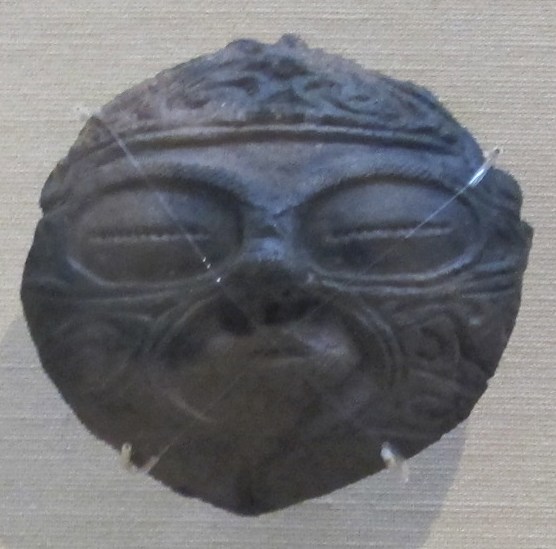
Masque domen. Terre cuite noire, D. 11,5 cm. Jōmon Final. TNM[12].

La période Jōmon dure jusqu'aux environs de 800 ou 300 AEC, selon les auteurs. Elle est divisée en fonction des caractéristiques de la poterie et cela induit certaines variations selon les auteurs. La période se subdivise approximativement ainsi :
- Proto-Jōmon, 13 000 à 10 000
- Jomon Initial, 10 000 à 8 000
- Jōmon Archaïque, 8 000 à 5 000
- Jōmon Ancien, 5 000 à 3 000
- Jōmon Moyen, 3 000 à 2 000
- Jōmon Récent ou Tardif, 2 000 à 1 000
- Jōmon Final, 1 000 à 400 ou 300.

## Description

### Caractéristiques de la poterie Jōmon

#### Généralités
Les poteries fabriquées dans l'ancien Japon au cours de la période Jōmon sont les plus anciennes poteries du Japon et comptent également parmi les plus anciennes au monde, avec les premières poteries chinoises.
Certaines poteries de la période Proto-Jōmon remontent ainsi à environ 13 000 ou 14 000 avant notre ère. En 2020, pour Inada Takashi « la poterie fait son apparition au moins vers 14 000 ans avant notre ère », phase initiale de la période Jōmon, ou proto-Jōmon. Les plus anciens tessons de cette poterie proviennent d'Odai Yamamoto (le site de Shimomouchi, daté de 17000, n'est pas évoqué par cet auteur) . Il existe plus de 80 sites au Japon où des poteries du Proto-Jōmon ont été découvertes.
Ces toutes premières poteries sont réalisées sans aucun décor, elles sont donc antérieures aux poteries Jōmon proprement dites, celles avec un décor cordé. Le décor cordé qui a donné son nom à la période apparaît en effet ensuite ainsi que des décors appliqués. En l'absence de tour, les poteries d'usage quotidien étaient réalisées selon la technique de la poterie en colombins, à partir d’un cordon de glaise enroulé en spirale, ou bien de plusieurs cordons en anneaux superposés. La poterie était ensuite simplement séchée puis cuite dans les cendres d'un foyer (le four n'existant pas encore).
On constate, sur toute la période, que lorsque l'on cartographie les différences typologiques (les différents styles produits à la même époque) celles-ci semblent indiquer la taille de chaque communauté régionale qui aurait exprimé ainsi son identité.
À propos de l'aspect apparemment non-utilitaire de certaines formes de vases (« en flammèches ») une comparaison semble possible. Inada Takashi s'appuie sur les 15 « feuilles de laurier » de Volgu, lames de pierre taillée de plus de 30 cm de long et de moins de 1 cm d'épaisseur. Elles s'écartent radicalement de leur fonction qui aurait dû les conduire à être fixées à une hampe de bois. De même, les vases « en flammèches » découlent d'un objet utilitaire pour se déployer dans un tout autre registre, que nous évoquons en parlant d'« esthétique » ou d'« artistique » et dérivant des objets du quotidien dans les sociétés préhistoriques.
Sur les poteries les représentations figuratives sont très rares. Néanmoins, au Jōmon récent du nord-nord-est de Honshu (Hachinohe, préfecture d'Aomori) sur la panse de certains vases, des reliefs réalisés en lignes de terre pincée évoquent la chasse, avec l'arc, une flèche encochée et une proie. Mais pour la quasi totalité les décors de la poterie Jōmon ne prennent pas modèle sur des motifs ou des représentations picturales déjà existantes. Durant la seconde moitié de la période, l'incision qui caractérise la poterie Jōmon avec les motifs imprimés (de corde, etc. ), consiste à graver soigneusement en surface tout en créant des motifs complexes avec la juxtaposition et la répétition de ces motifs, qui prennent l'aspect d'arabesques, plus que d'entrelacs, au Jōmon Final dans la région du Tōhoku.

#### Décor: les outils
Les décors découverts initialement avaient été réalisés par impression en apposant successivement une cordelette sur la terre crue encore souple et produisant ainsi des motifs répétitifs. On s'aperçu plus tard que le résultat pouvait provenir aussi du fait que les cordelettes avaient été tressées de différentes manières, comme des scoubidous, ou en ayant associé différents "scoubidous" ensemble. Ils étaient apposés ou roulés. D'autres solutions ont été produites en changeant d'« outil ». Avec l'empreinte du doigt ou de l'ongle, par exemple. Plusieurs sortes de coquilles de bivalves ont été aussi imprimées, comme les cordes. Le bambou était utilisé, scié droit ou le demi-bambou, fendu dans la longueur et scié en oblique, il produisait une pointe ou un creux. Chaque fois le bambou était soit imprimé, soit trainé sur la terre crue. Trainé, il produisait deux incisions parallèles, en lignes droites ou ondulées, ou disposées en arceaux, en épis... et combinées avec les empreintes imprimées (cercle ou demi-cercle) répétées, disposées régulièrement en lignes, en quinconce, alternant avec des lignes gravées (un bourrelet de terre molle accompagne le trait, de part et d'autre : Jōmon moyen) ou incisées (la ligne est soigneusement ciselée dans la terre crue en cours de séchage, sans bourrelet : Jōmon final). Enfin le bambou est aussi utilisé brut ou fendu pour inciser en surface la terre crue, suivant des motifs libres.
Cette pratique peut être comparée à celle de la culture de la céramique cordée, culture européenne préhistorique également caractérisée par des poteries avec impression de corde, ou plus exactement, de cordelette, mais où celle-ci est enroulée autour de la poterie fraîche et pressée, tandis que dans le cas de la céramique Jōmon, il peut aussi s'agir d'une corde tressée (comme un « scoubidou ») qu'on fait rouler sur la surface de la poterie. Cette dernière technique est dite « à la roulette » pour les spécialistes de poteries traditionnelles africaines.

#### Décor: autres procédés
Dès les très anciennes poteries, on remarque des applications de matière « en arachide ». Au Jōmon moyen des applications de matière sous forme de lignes de matière (qui semblent sortir d'une « poche à pâtisserie » et de plusieurs « douilles » ?) Ces applications accompagnent la création de poterie en forme de flamme, de grandes anses placées au niveau de l'ouverture de ces vases étonnants. Quant au Jōmon récent du nord-est de l'archipel, il a produit des décors réalisés avec des cordons d'argiles finement pincés sur la terre crue et permettant de réaliser des motifs figuratifs, comme un arc, une flèche et une proie. Les décors de cordelettes persistant sur certaines parties de la poterie. Enfin des éléments figuratifs, zoomorphiques ou autres sont modelés et appliqués en saillie, comme pour produire des poignées, par exemple sur les angles de grands plats à l'ouverture quadrangulaire, de jarres à ouverture triangulaire ou sur le rebord d'une coupe. Au Jōmon récent, le polissage ou un lustrage plus poussé de la poterie cuisson crée un fort contraste entre les parties brillantes, lustrées, et les parties creuses, entaillées ou portant des impressions.

### Caractéristiques par période

#### Proto-Jōmon et Jōmon Initial ou naissant

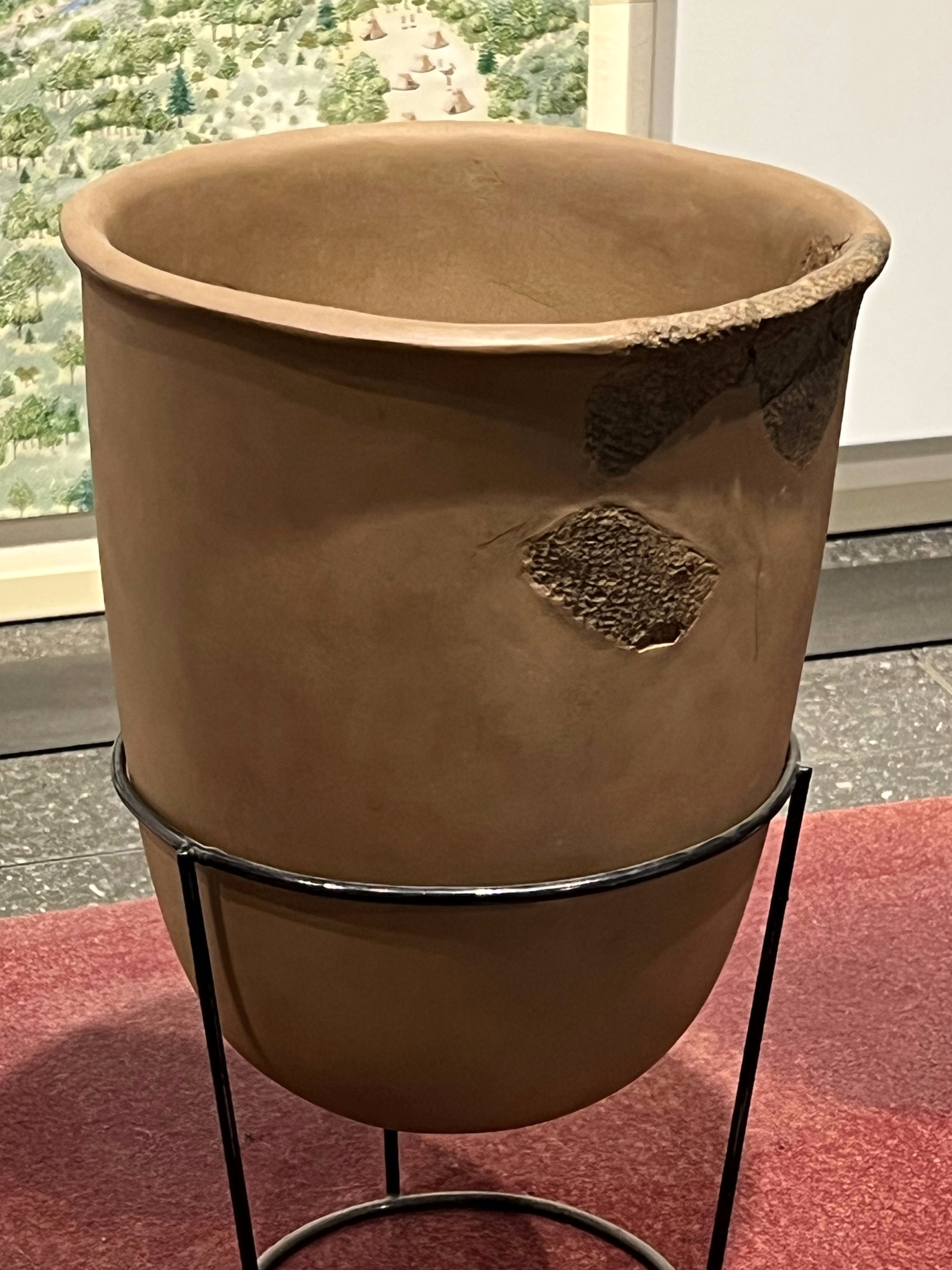
Poterie style Igusa (Suginami-ku, Tokyo). Jomon Initial. Réplique, recomposée d'après fragments cordés du site d'Igusa
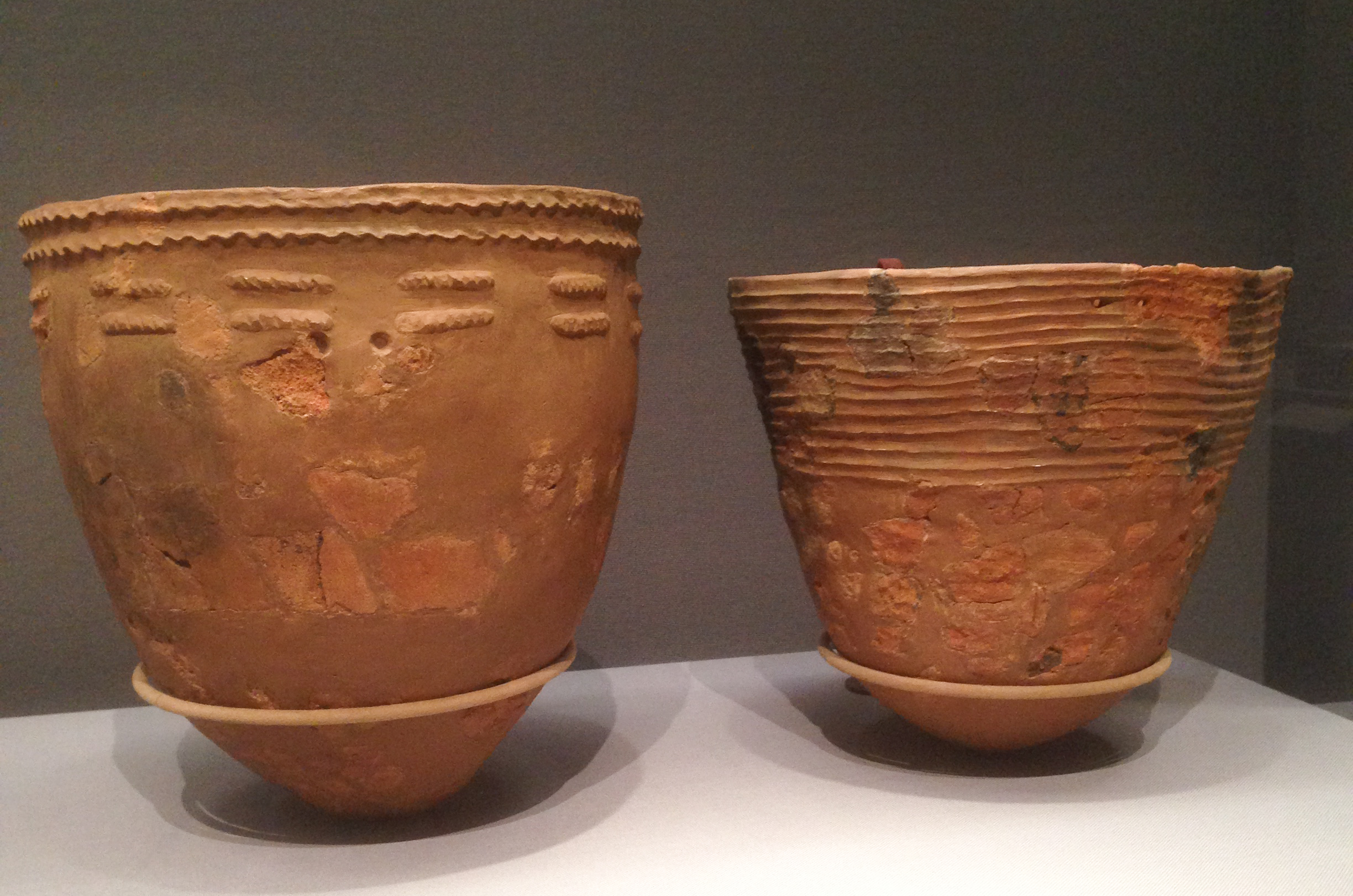
Deux bols profonds, 11000-7000, Jomon Initial. Site de Hinamiyama[27]. Musée national de Tokyo.

- Proto-Jōmon 13 000 à 10 000

À l'époque du Proto-Jōmon, les potiers parviennent à monter au colombin des formes simples, équilibrées, utilitaires, à la surface plus ou moins régulière. Les sites, souvent dans des grottes, n'ont livré que de rares exemplaires. La température de cuisson n'atteint pas les 600 °C. À l'époque du Proto-Jōmon, les poteries sont réservées à la cuisson des aliments. En l'absence de tour, on peut monter une poterie en colombins à partir d’un cordon de glaise enroulé en spirale, ou bien de plusieurs cordons en anneaux superposés. La poterie est ensuite simplement séchée puis cuite dans les cendres d'un foyer (le four n'existant pas encore).
- Jōmon Initial vers 10 000 à 8 000

Au Jōmon initial, les potiers savent atteindre ces 600 °C. Les premiers décors apparaissent. D'ailleurs, la dénomination « Jōmon » (縄文) signifie précisément « impression de corde », principale méthode décorative des poteries qu'Edward Morse, le premier archéologue américain, a découvert en 1877 sur l'amas coquillier d'Omori, un village situé à proximité de Tokyo à cette époque. Le motif décoratif est produit en imprimant une corde dans l'argile avant qu'elle ne soit portée à environ 600-900 °C.
De nombreuses poteries Jōmon ont des fonds arrondis et les poteries sont généralement petites. Ces poteries sont donc probablement utilisées pour la cuisson des aliments et sont peut-être placées au sein même du foyer. Au Jōmon initial, elles servent à la cuisson mais souvent, aussi, au stockage de nourriture. Les plus grandes mesuraient 1 m de haut et près de 70 cm de diamètre.

#### Jōmon Archaïque
Le décor de l'époque archaïque et ancienne est essentiellement à base de cordes par impression ou roulées.
- Jōmon Archaïque, 7000-4000

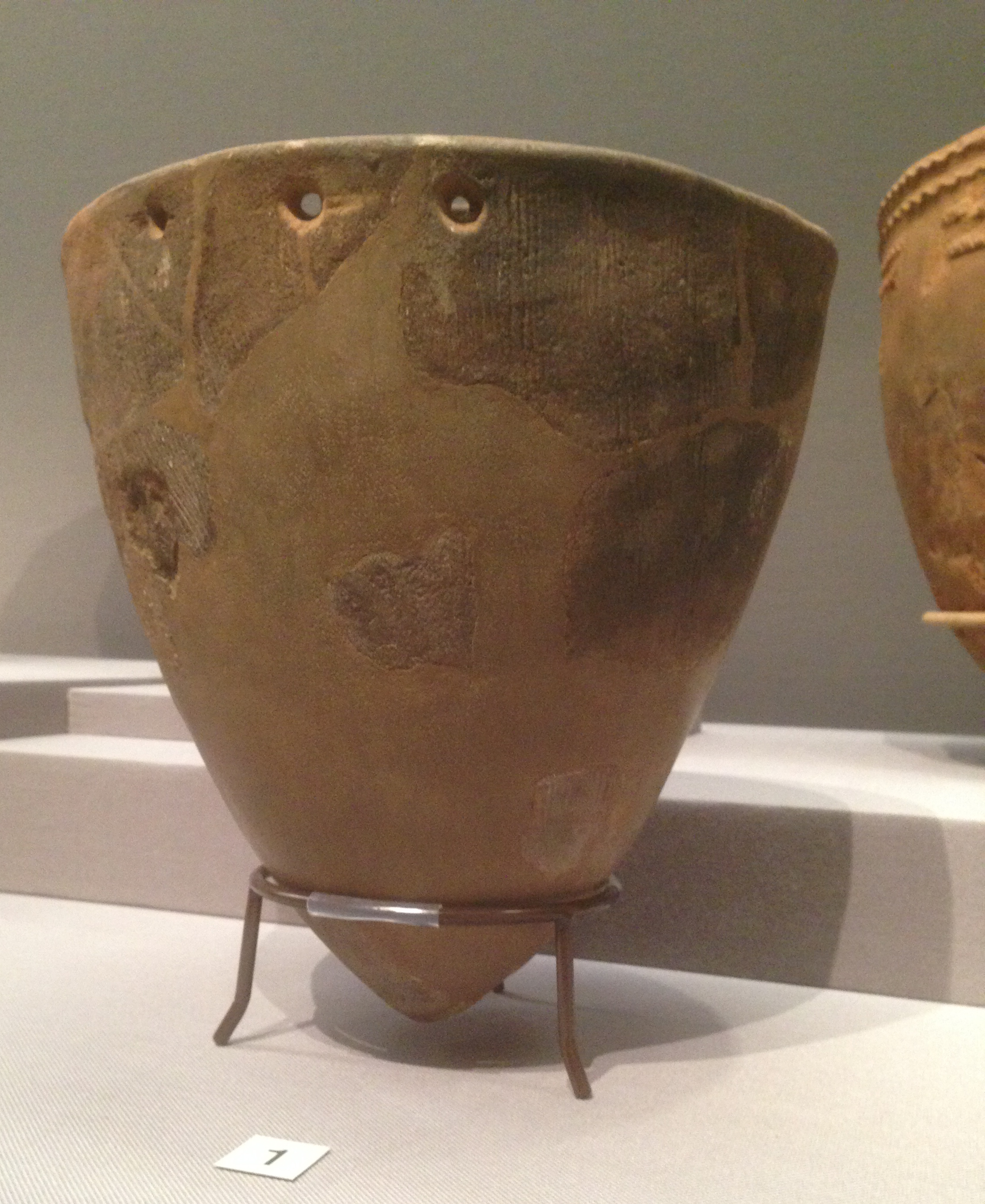
Grand bol à décor cordé (cordes verticales). 7000-4000, Période Archaïque, région de Kantō. Tokyo National Museum.
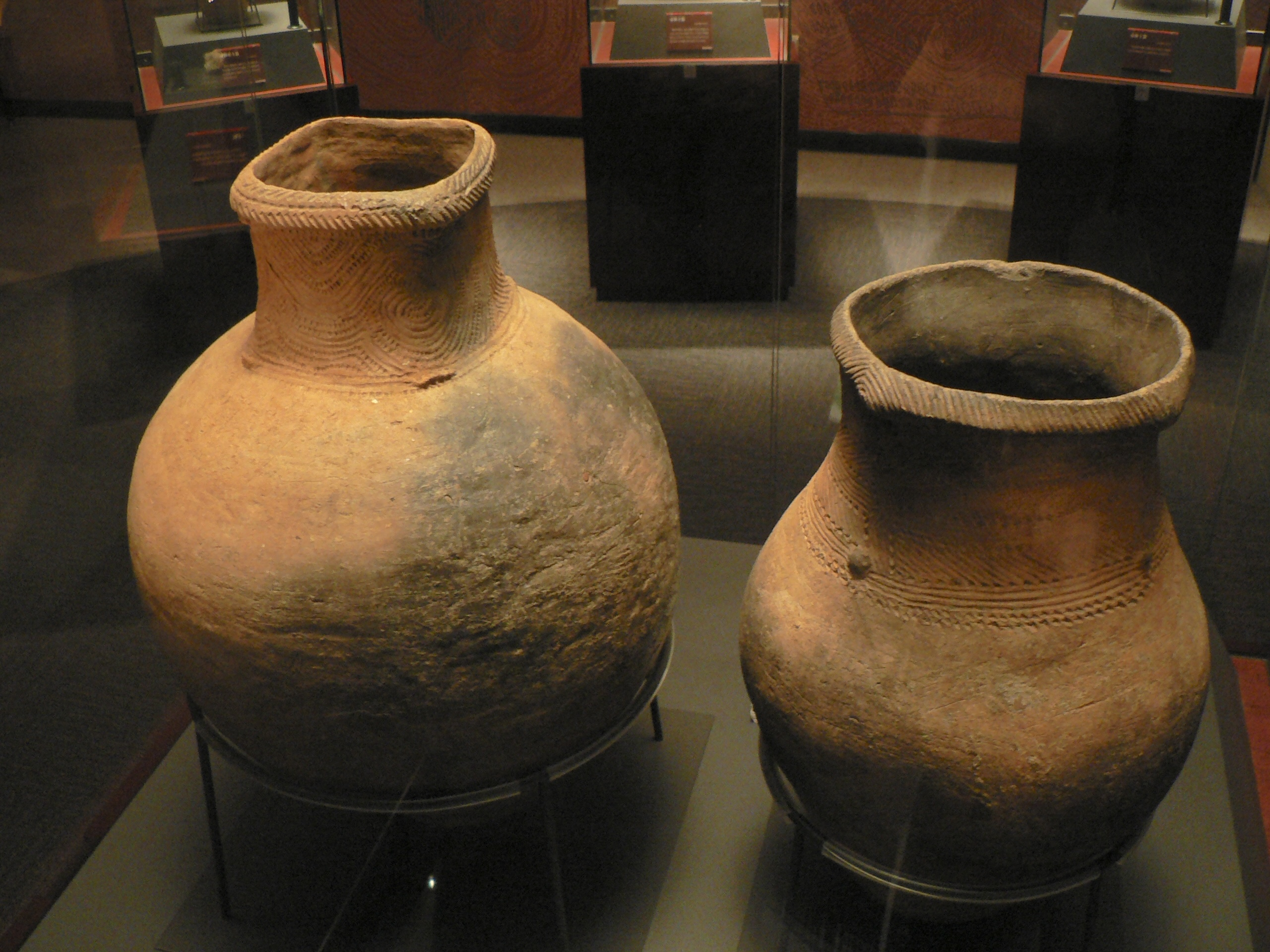
Paire de grandes jarres (silos ?). Site d'Uenohara, Kirishima, Kagoshima, Jōmon Archaïque, v. 5500.
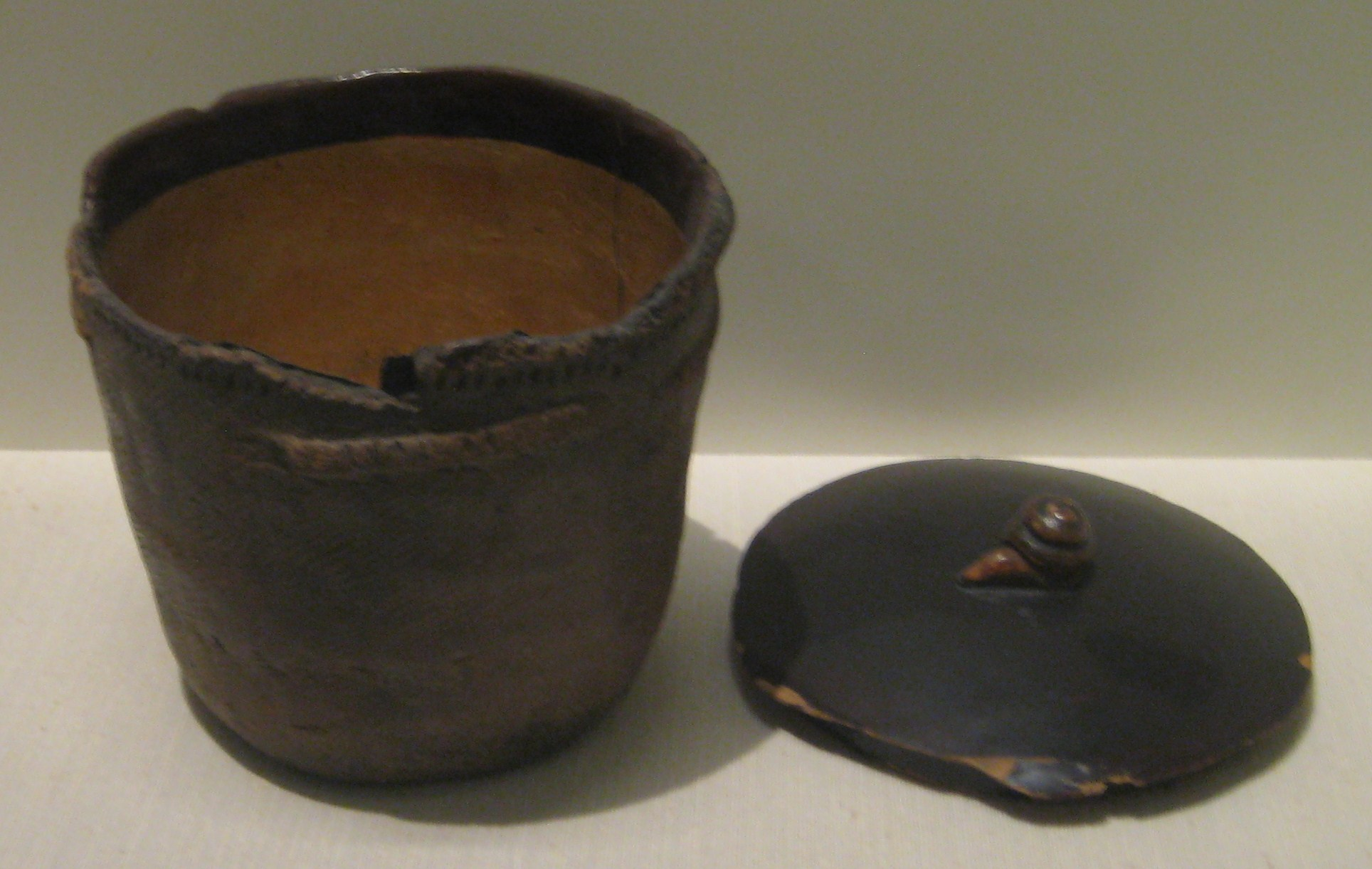
Pot à décor cordé et incisions, v. 5000 (couvercle XIXe siècle). British Museum[32].
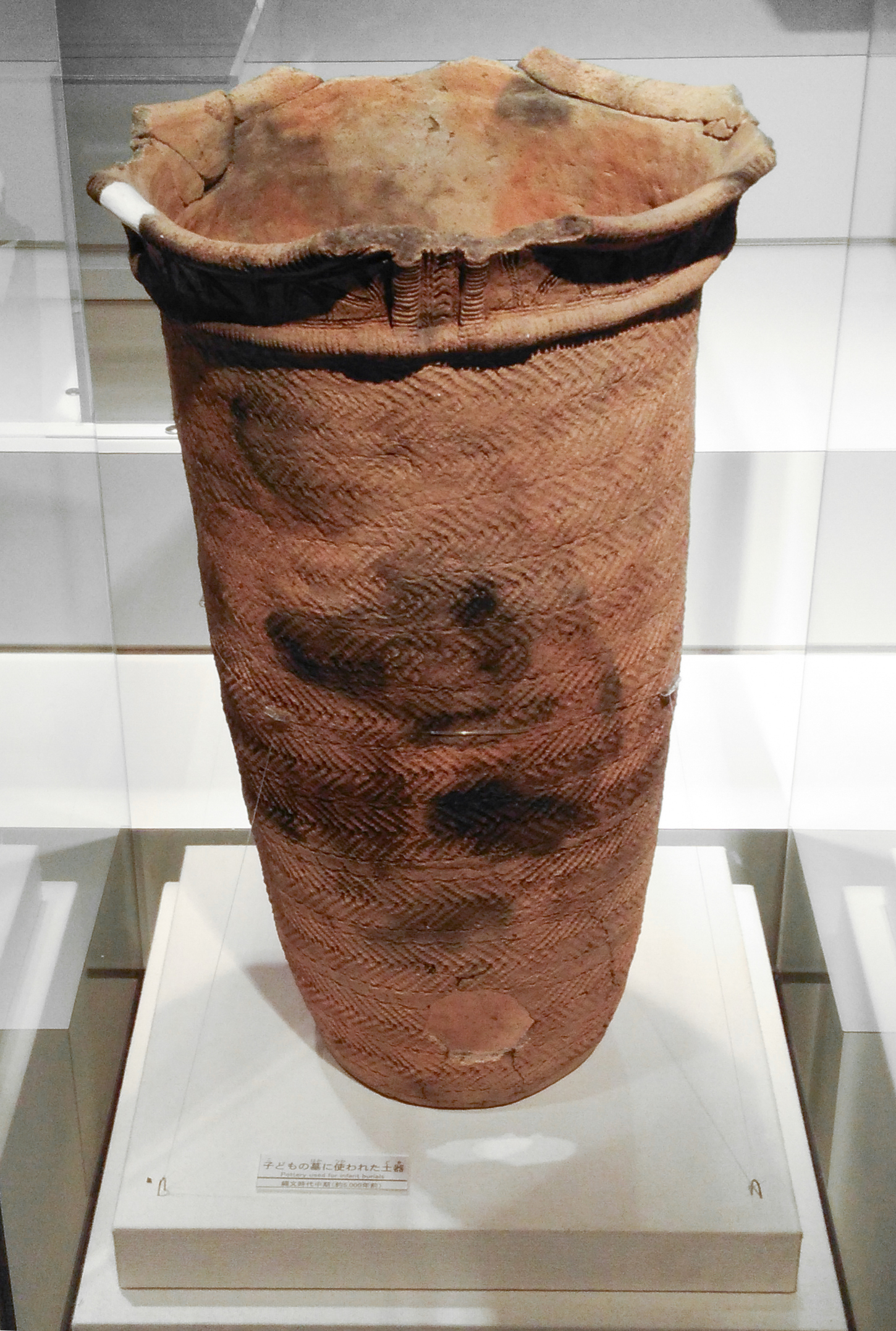
Jarre funéraire profonde, pour un enfant. Décor cordé, incisé (et gravé ?), v. 5000. Jomon Museum à Sannai Maruyama.
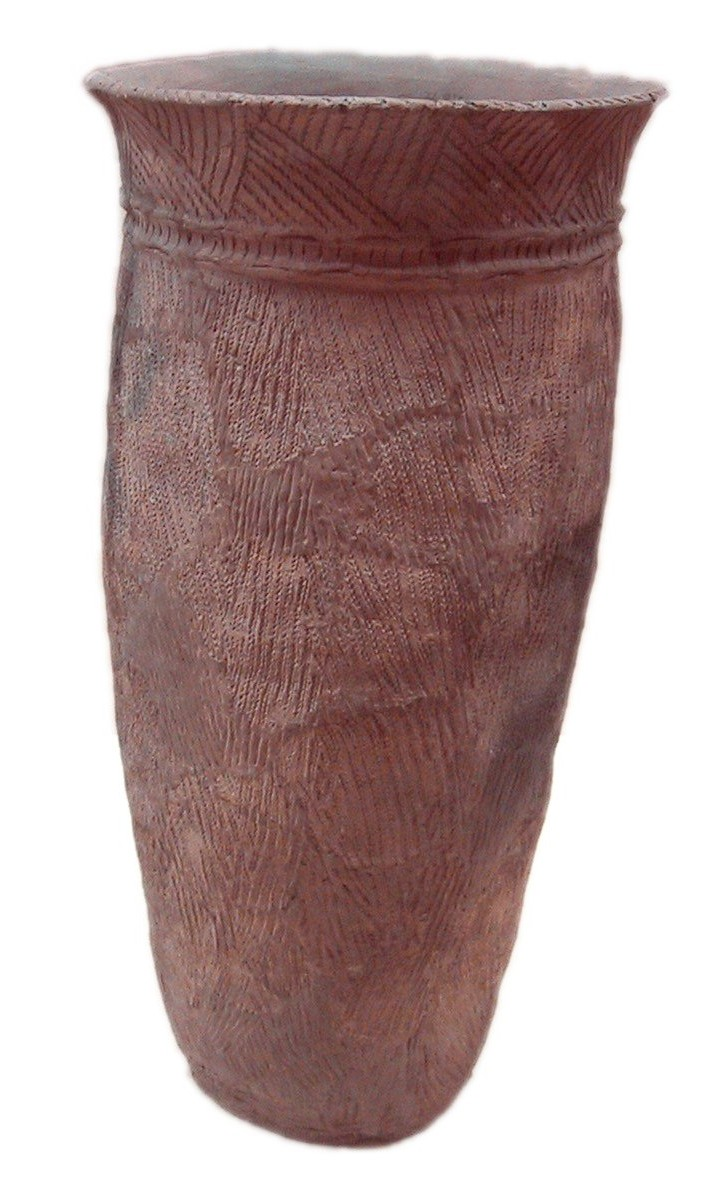
Jarre profonde à décor cordé 5000-4000. Musée national de Tokyo.
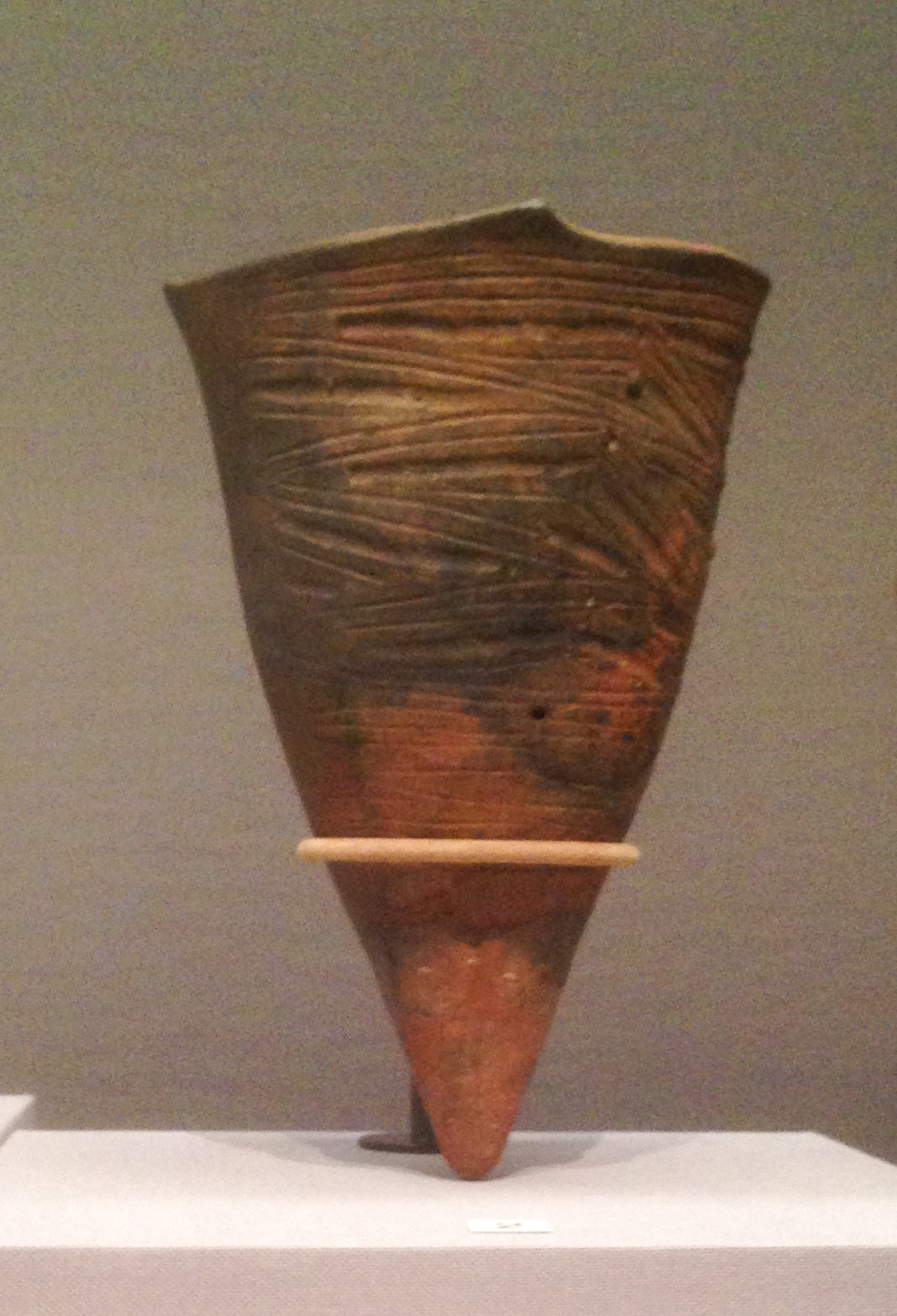
Jarre à décor gravé au bambou. 7000-4000, Période Archaïque, région de Kanto. Musée National de Tokyo.

#### Jōmon Ancien
Aux décors obtenus par impression de cordes ou de cordes roulées, s'ajoutent des motifs obtenus par le bambou.
- Jōmon Ancien, 4000-3000

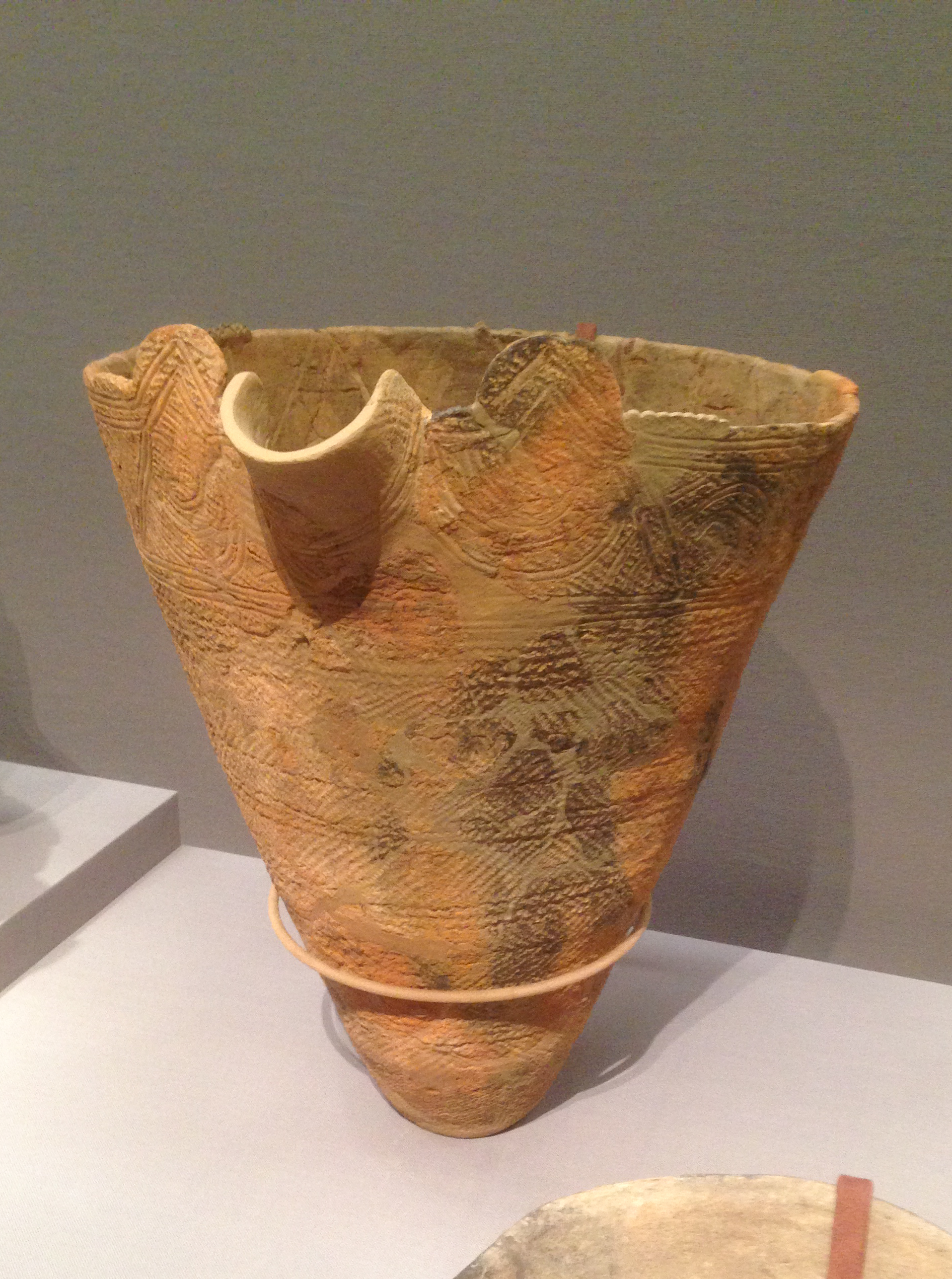
Jarre avec bec verseur, décor cordé et gravé. Amas coquillier de Kamifukuoka. Fujimino, préfecture de Saitama. TNM.
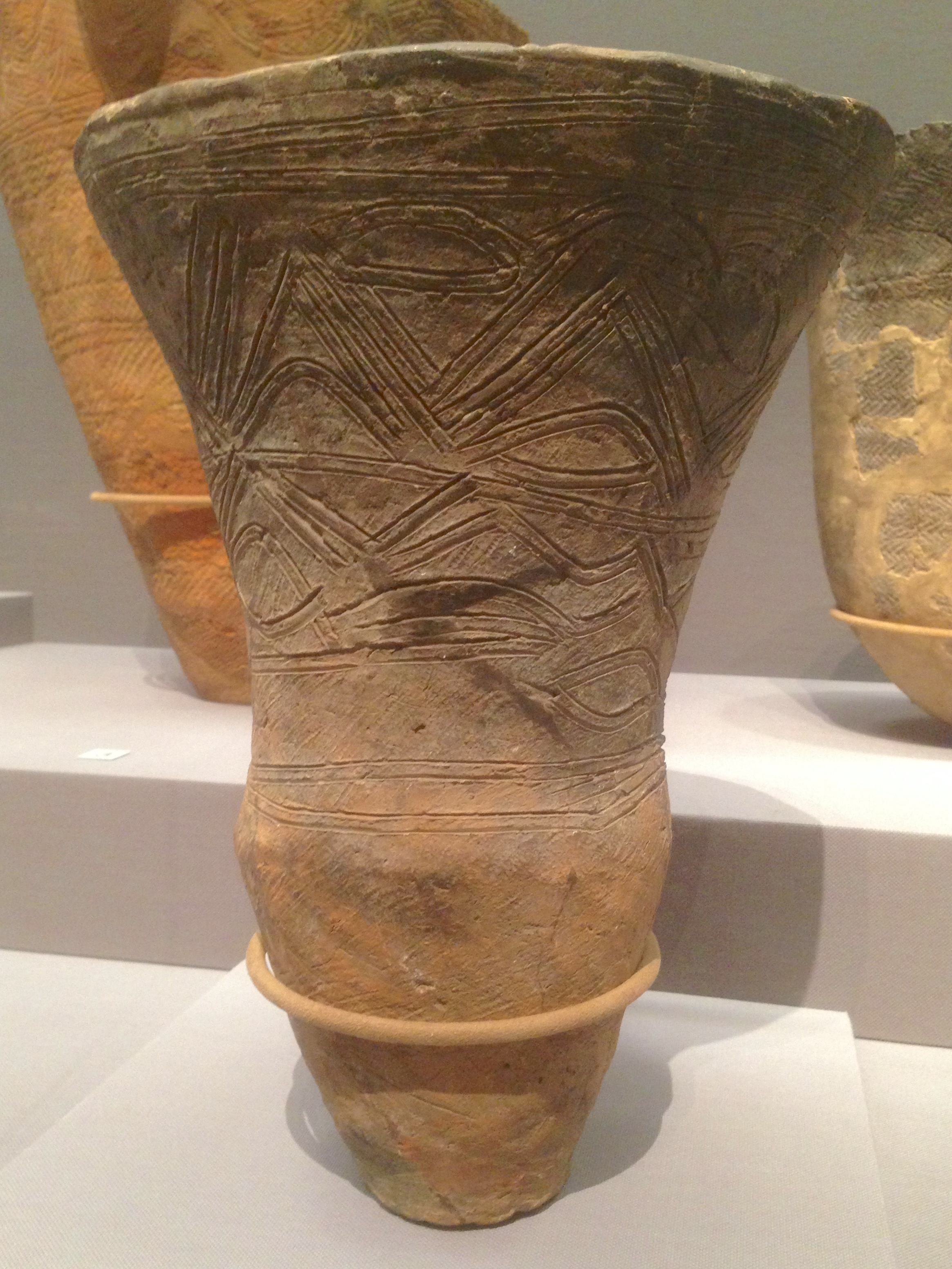
Jarre profonde à décor cordé et gravé. Région de Kantō, 4000-3000, Jōmon Ancien. TNM.
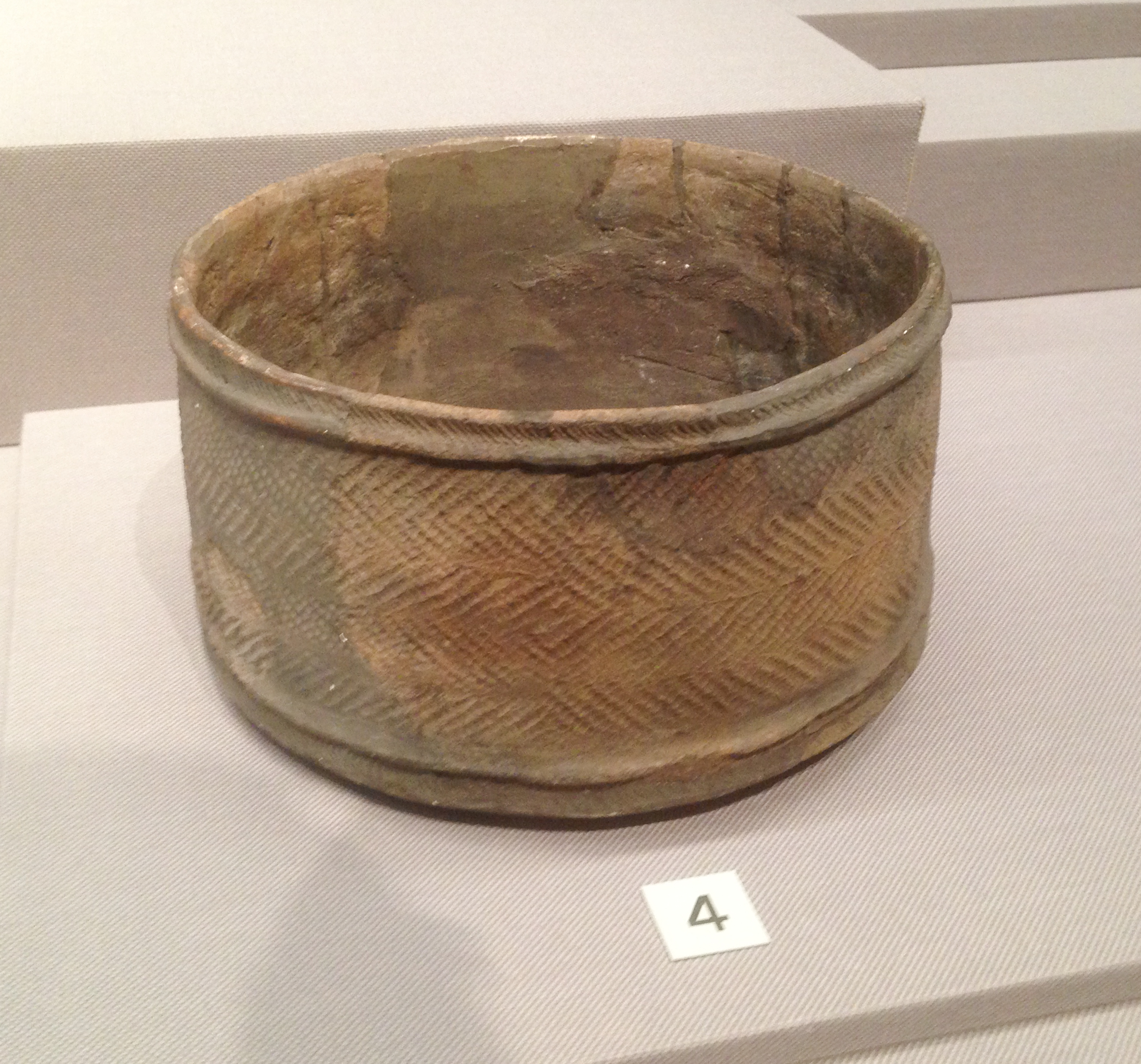
Bol. Décor cordé oblique à quatre registres avec inversion de sens de l'un à l'autre. Kantō, TNM.
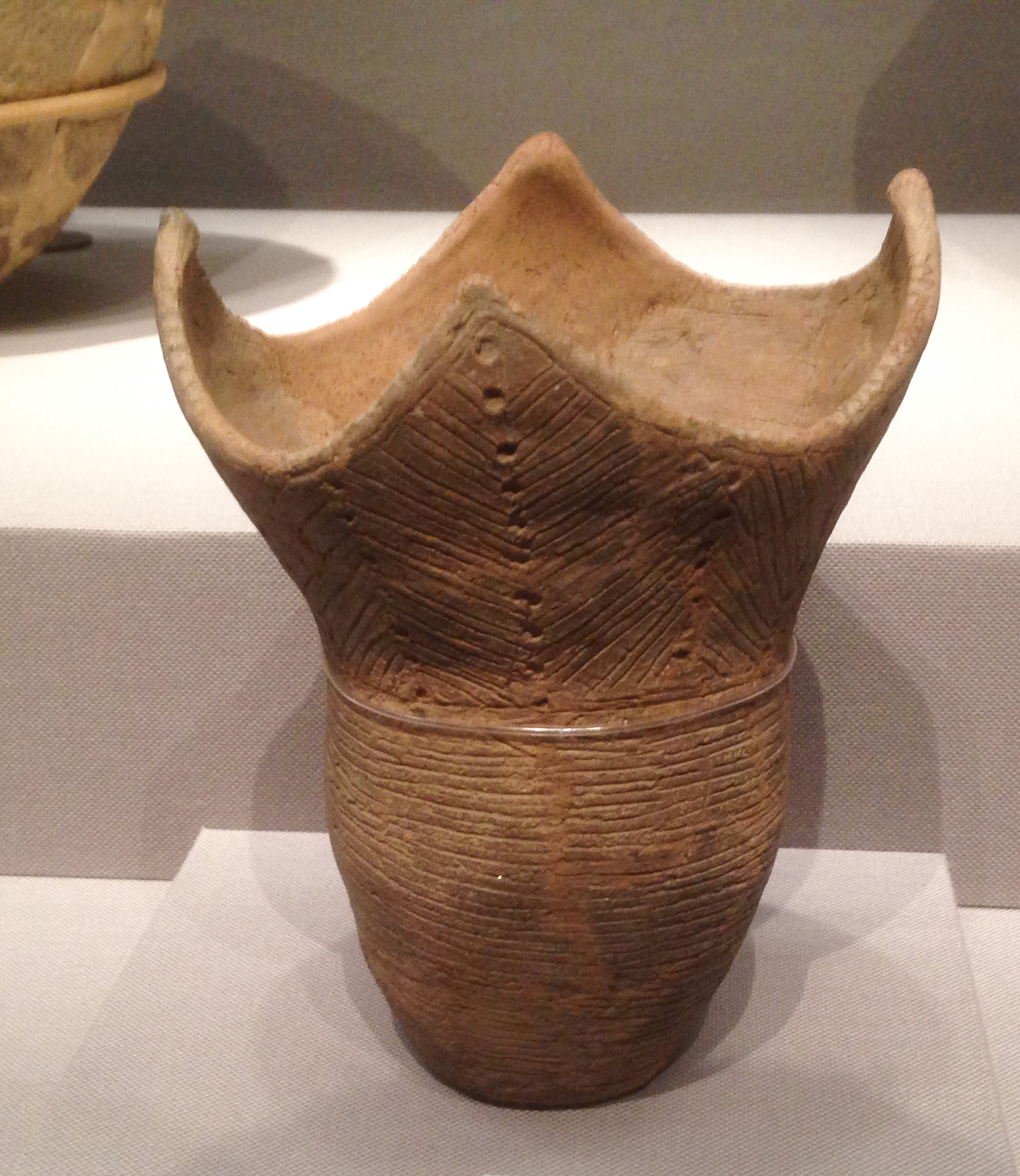
Jarre à ouverture en forme de couronne, décor gravé et ponctuations. 4000-3000. Kantō, TNM.
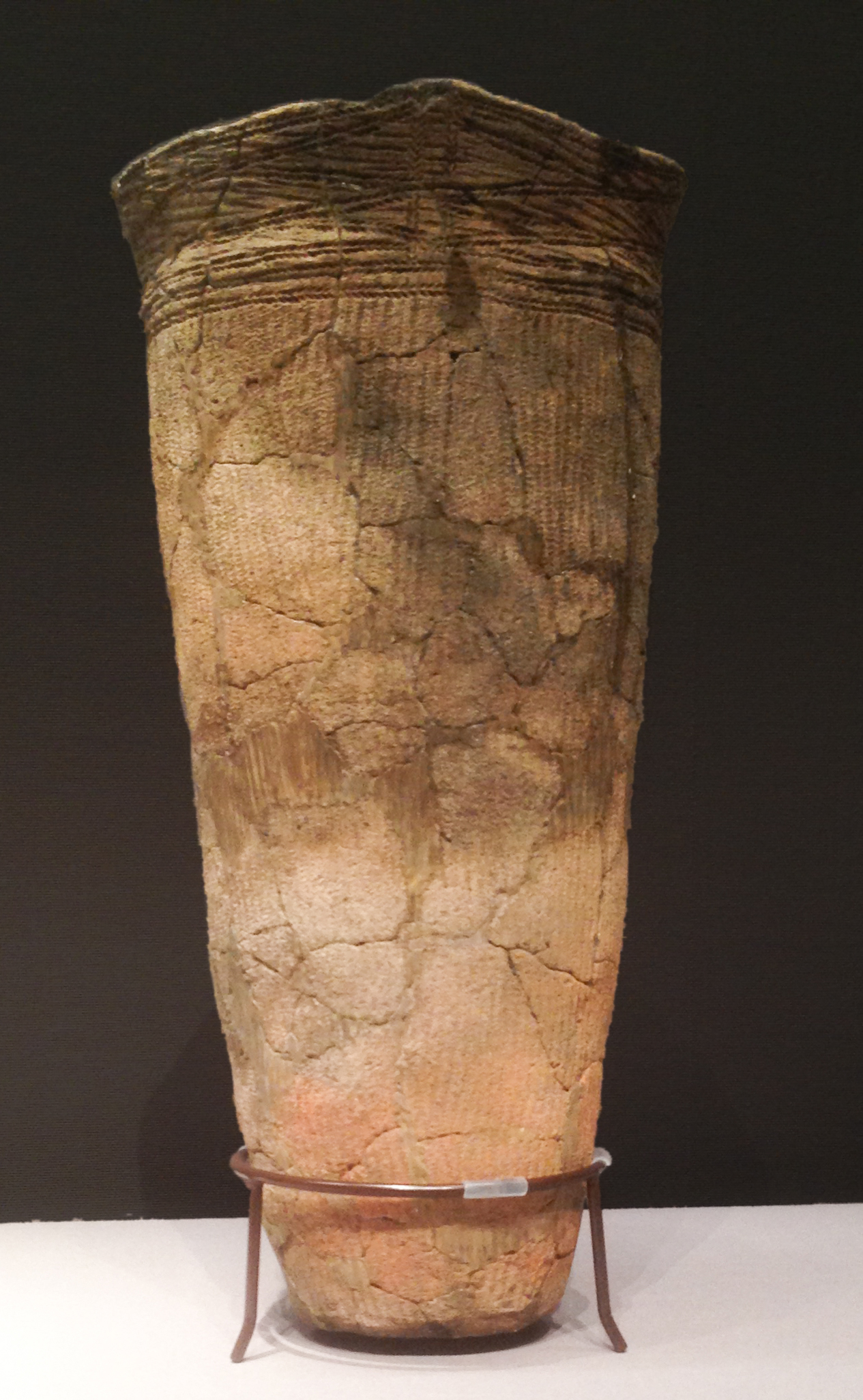
Grande jarre de la région de Kanto. Musée national de Tokyo.
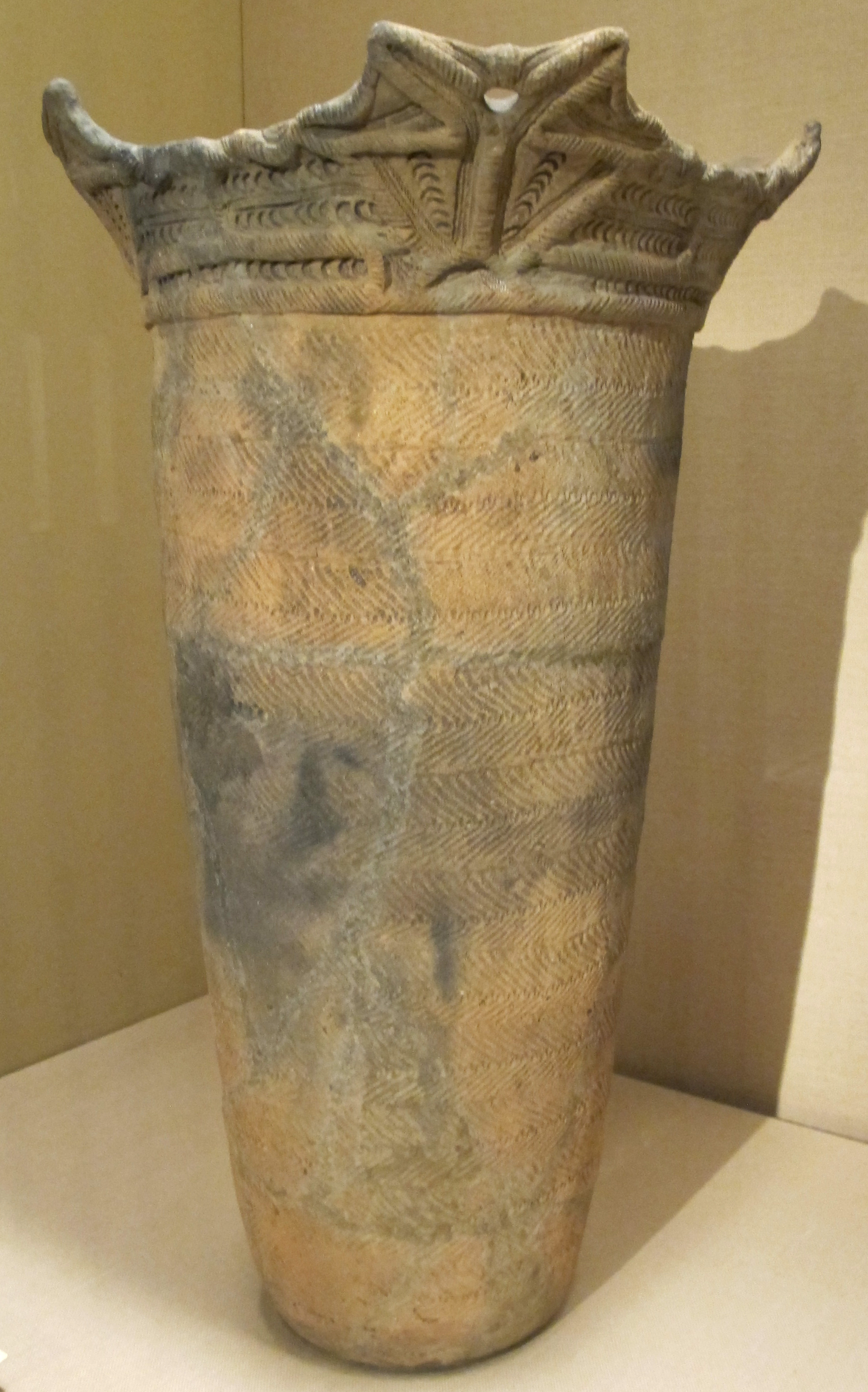
Jarre profonde, ouverture de type « couronne », 3500-2500 : Jōmon Ancien et Moyen. Décor cordé et modelé. H. 69,8 cm. MET.

#### Jōmon Moyen
Les poteries prennent des formes complexes et le décor par application de matière se multiplie en se complexifiant .
- Jōmon Moyen, 3000-2000

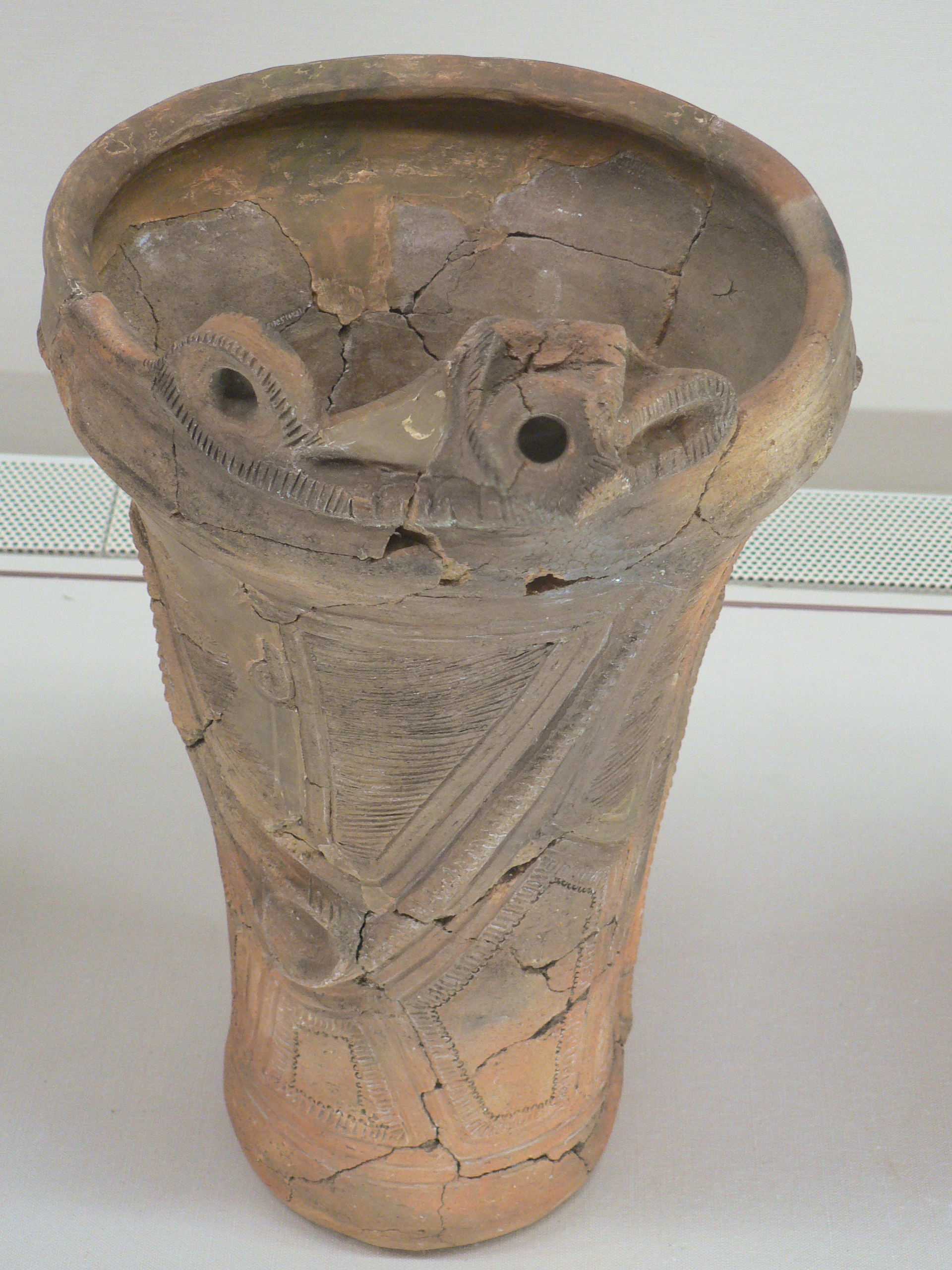
Poterie à décor appliqué, gravé et incisé. Site de Togariishi, préfecture de Nagano (Togariishi Jomon Archaeological Museum ?).
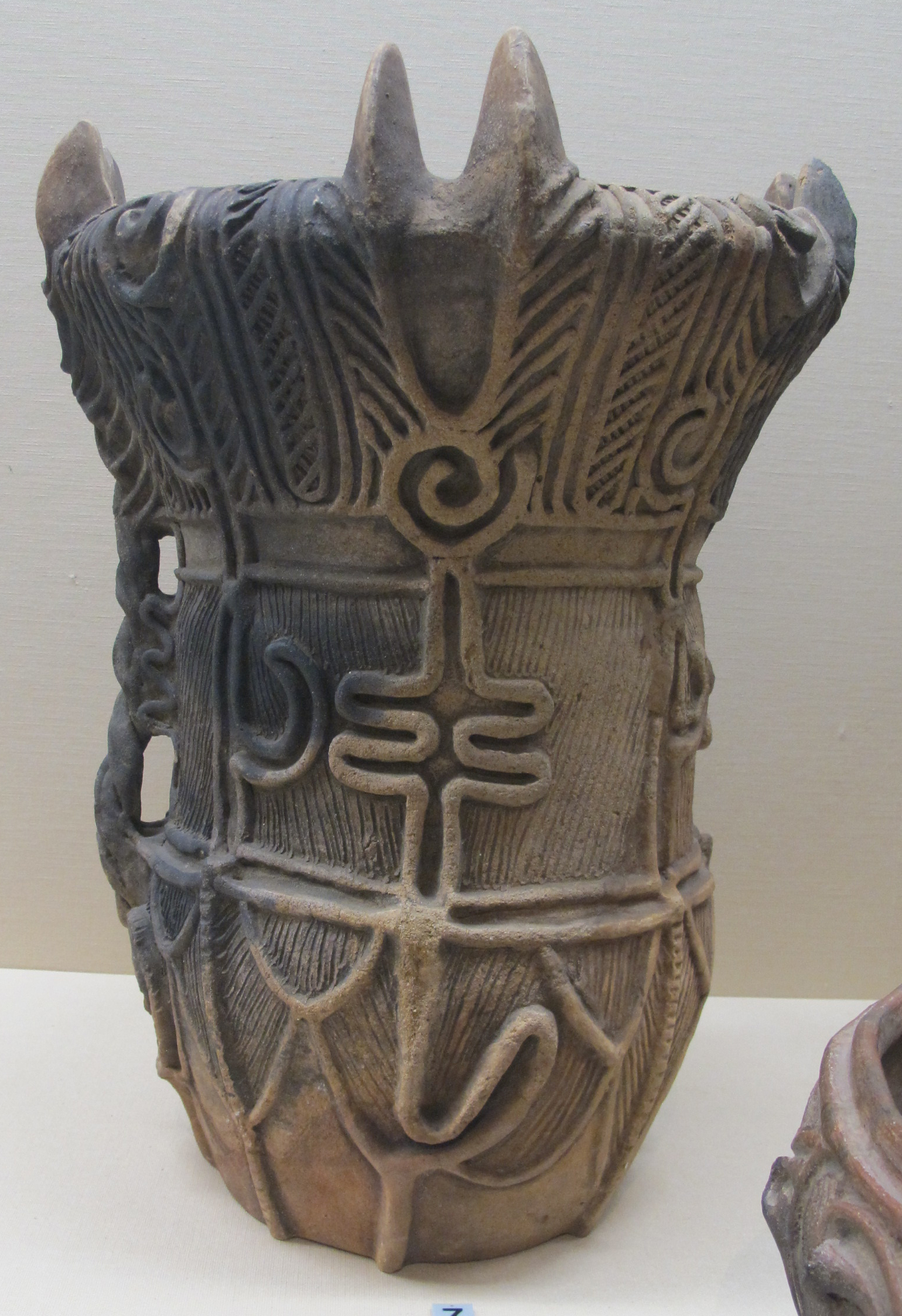
Jarre à décor appliqué, gravé ou incisé. H. 59,5 cm. Site : Miyanomae, Ina-shi, Nagano. TNM[33].
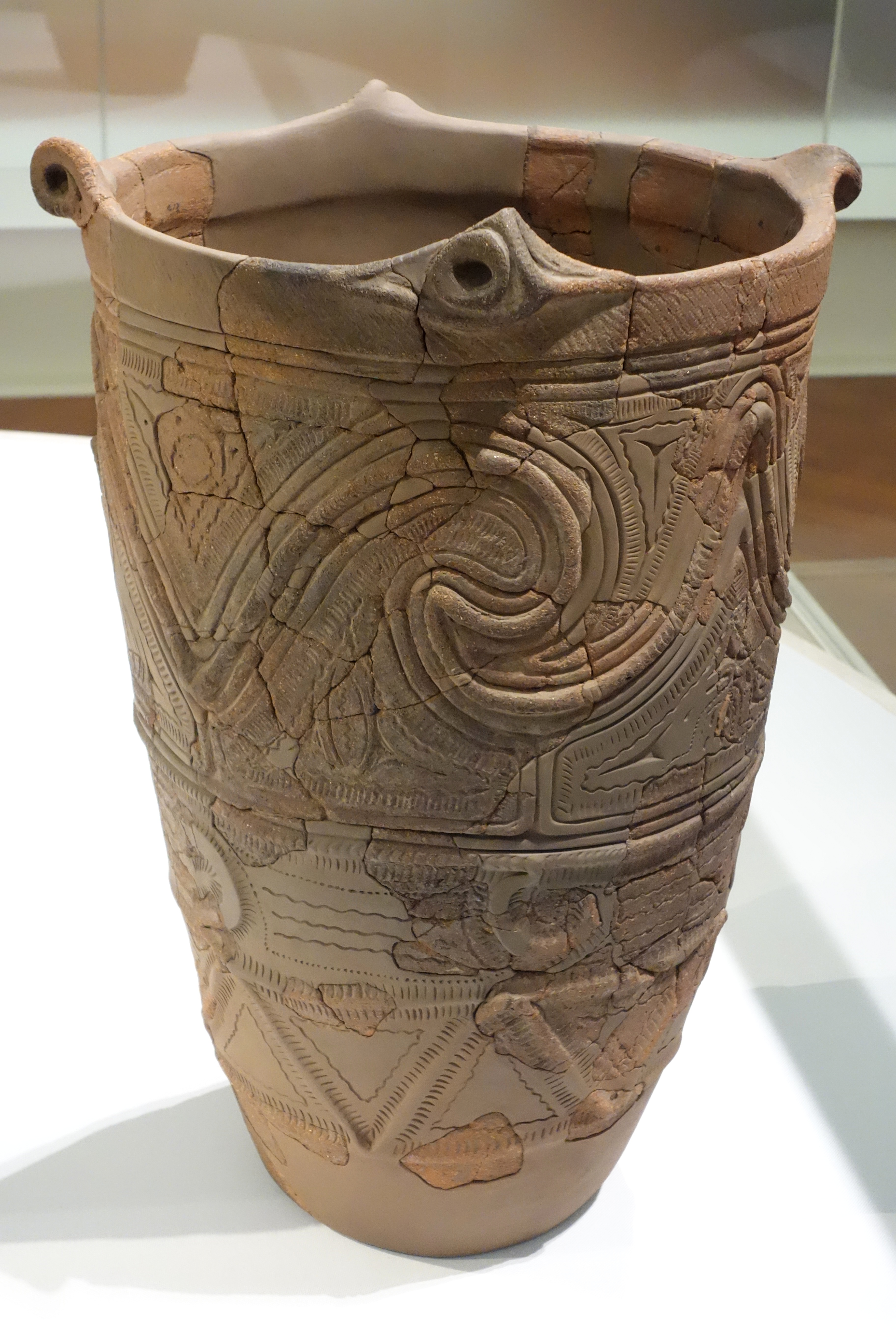
Jarre. Site : Ushinuma, Akiruno, Tokyo, TNM.
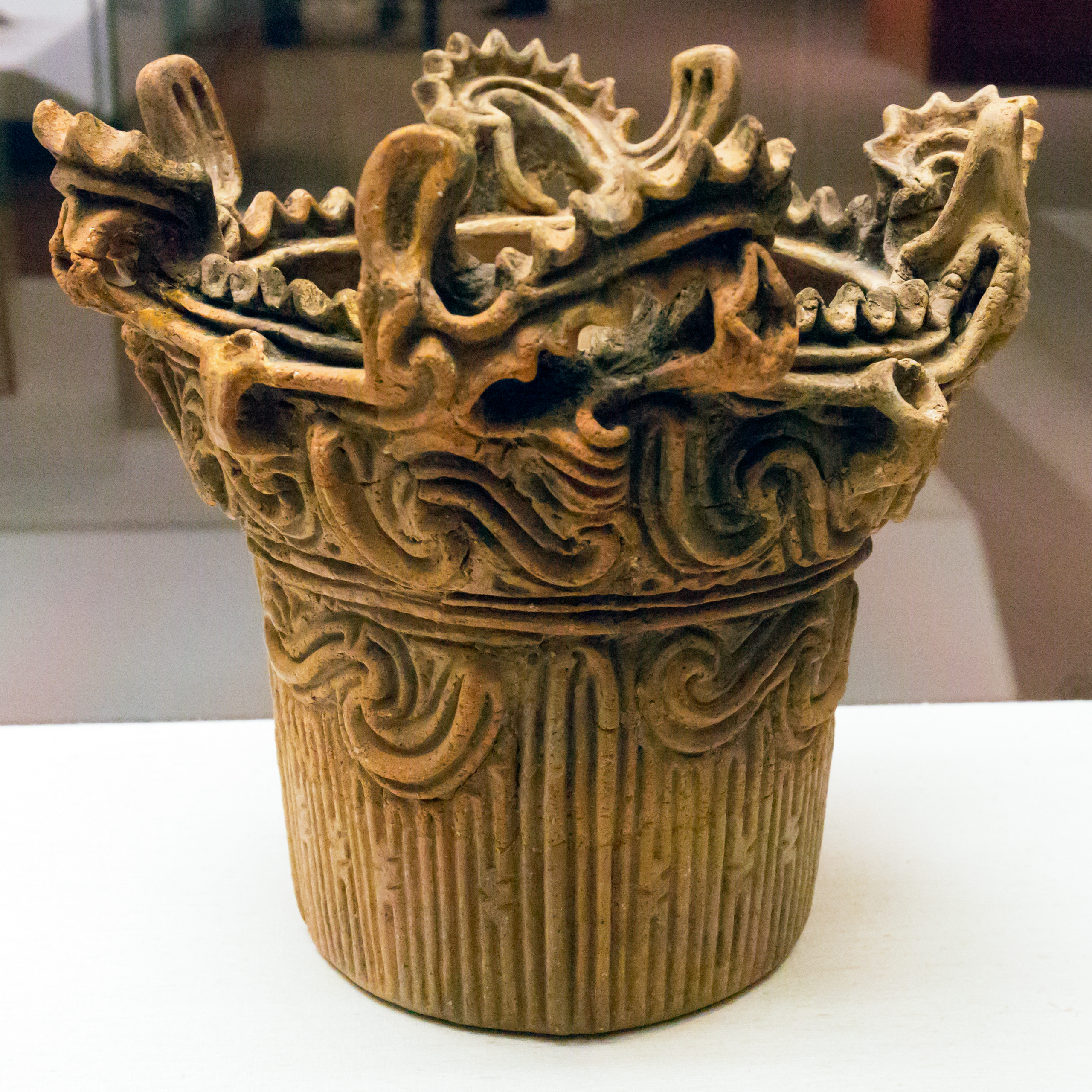
Jarre de type « couronne », style « flammèches ». Jōmon Moyen. Site : Doudaira, Tsunan, préfecture de Niigata[34].
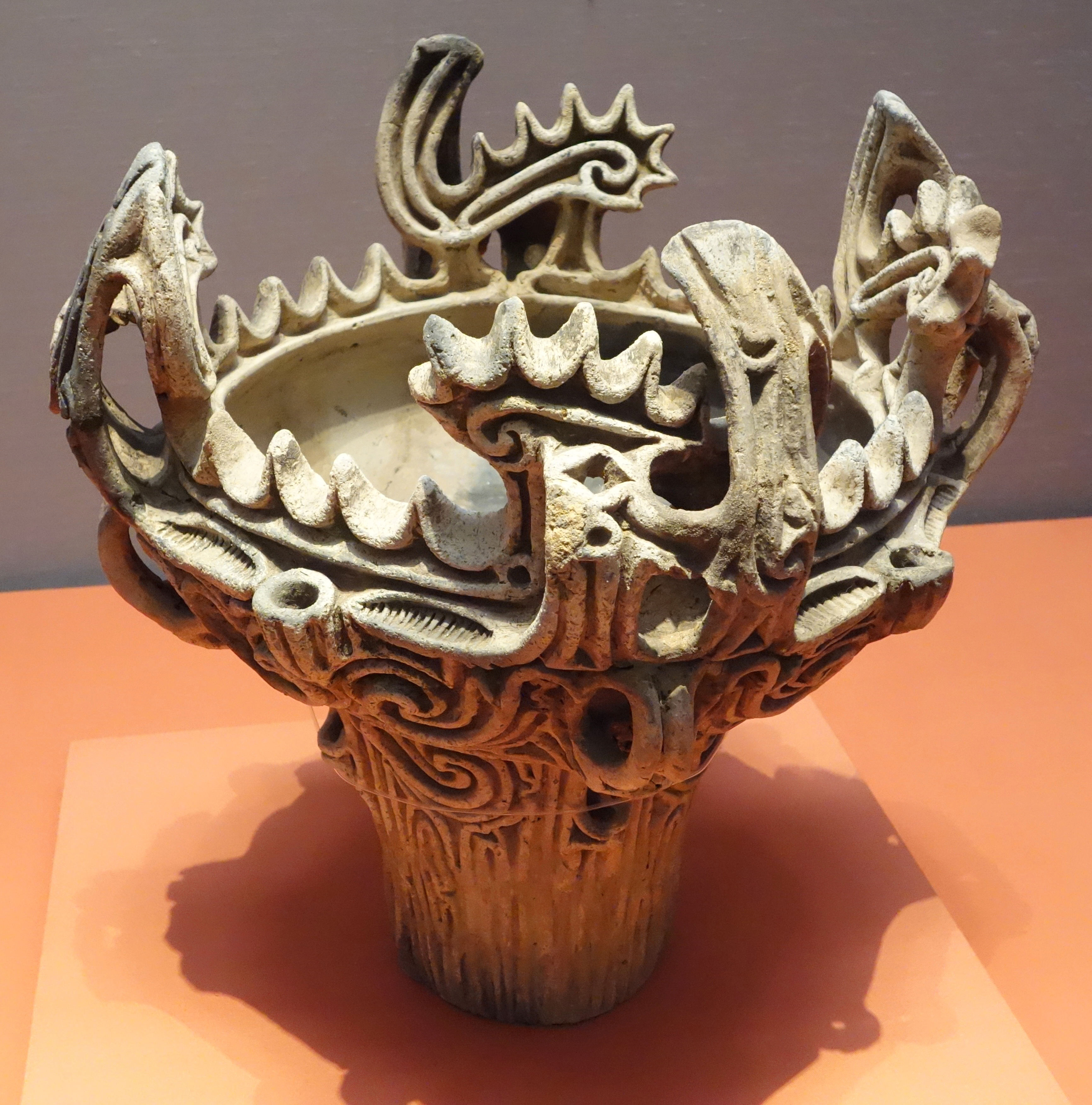
Jarre de type « couronne », style « flammèches » : « No 1 ». H. env. 45 cm. Site : Sasayama, préfecture de Niigata. Tokamachi City Museum[10].

Au Jōmon Moyen, elles sont déposées dans les sépultures. Ces poteries sont bien plus élaborées, atteignent même des sommets en tant que décors « flamboyants », dans les préfectures de Nagano et Niigata. Les bords des pots deviennent beaucoup plus complexes et décorés d'ornements qui s'élèvent de l'ouverture. Les ornements totalement exubérants des récipients du Jōmon Moyen, avec leurs motifs de « flammèches » en haut relief les rendaient non fonctionnels, en tout cas pour un usage utilitaire, mais cela les qualifiait pour une fonction autre, probablement. Ce sont les objets du Jōmon les plus célèbres et les plus souvent reproduits, mais ils restent néanmoins tout à fait énigmatiques.

#### Jōmon Récent et Final
À cette époque les lignes incisées créent des motifs "directionnels" qui permettent de produire deux types de décor. Soit en délimitant des motifs en cellules régulières soit sous forme de motifs autonomes qui viennent s'inscrire à l'intérieur des cellules délimitées. Mais s'il n'y a pas de cellules délimitées, les motifs autonomes sont répétés pour couvrir le vase. C'est aussi l'époque de la céramique lustrée.
- Jōmon Récent, 2000-1000.

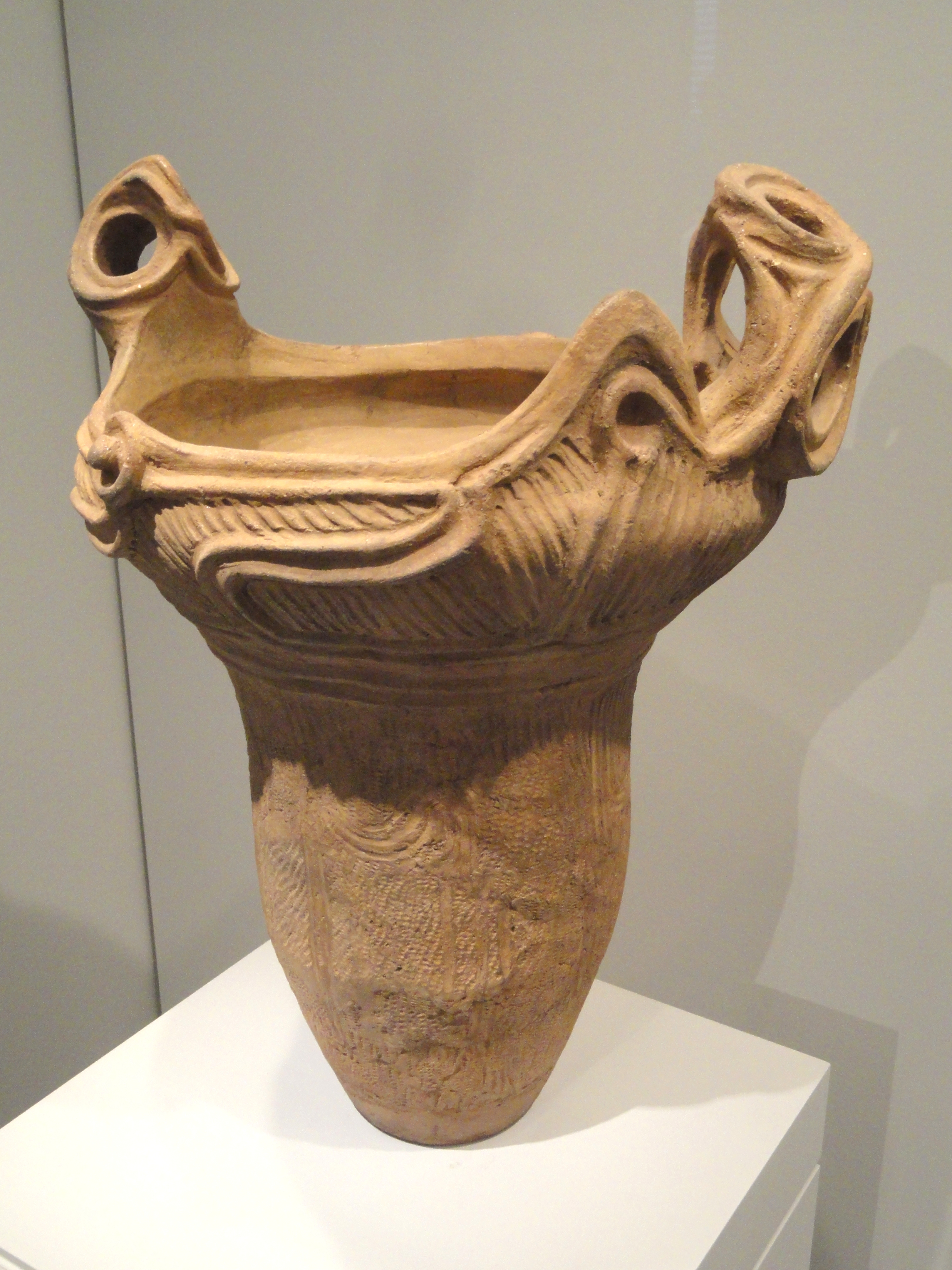
Jarre à anses. Jōmon Récent v. 2000. Amas coquillier de Ichikawa, Chiba. Art Institute of Chicago.
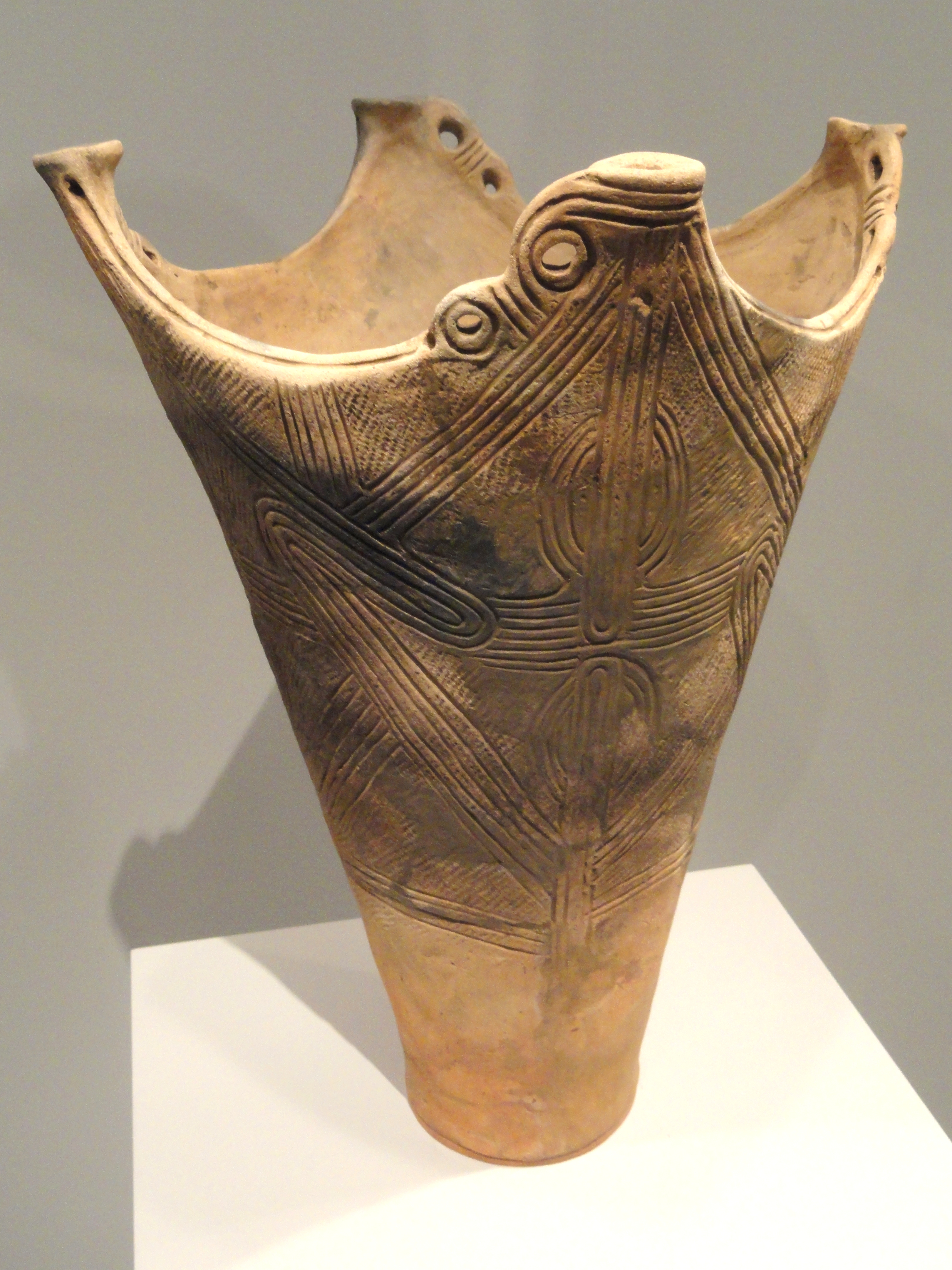
Jarre à ouverture de type « couronne ». Jōmon récent 2000-1000. Site de Horinouchi, proche de Funabashi, Chiba. Art Institute of Chicago.
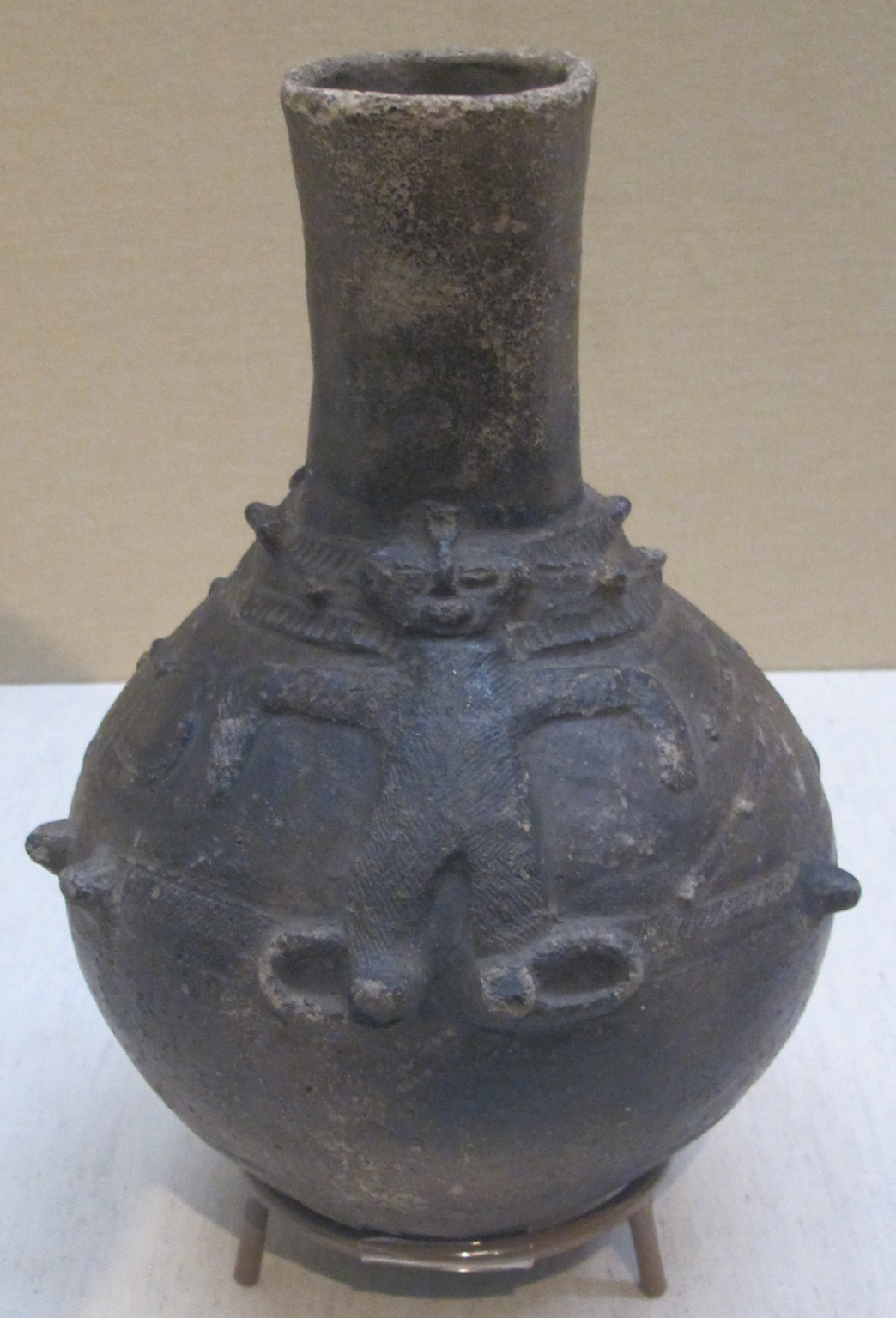
Bouteille à décor appliqué : un couple humain, H. 22,4 cm. 2000-1000. Musée national de Tokyo
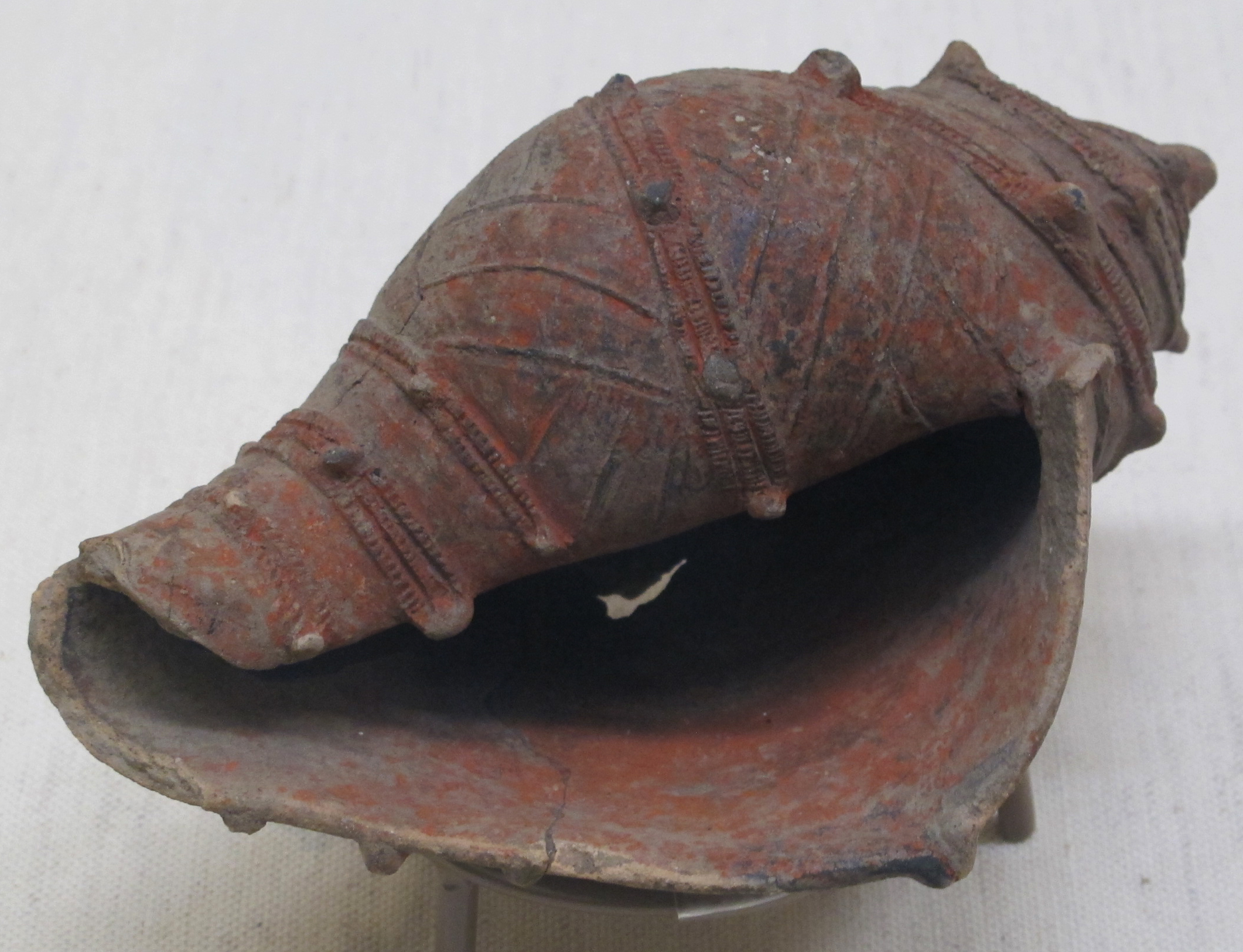
Période Jomon, vase en forme de coquillage, Jōmon récent 2000-1000. Musée national de Tokyo.
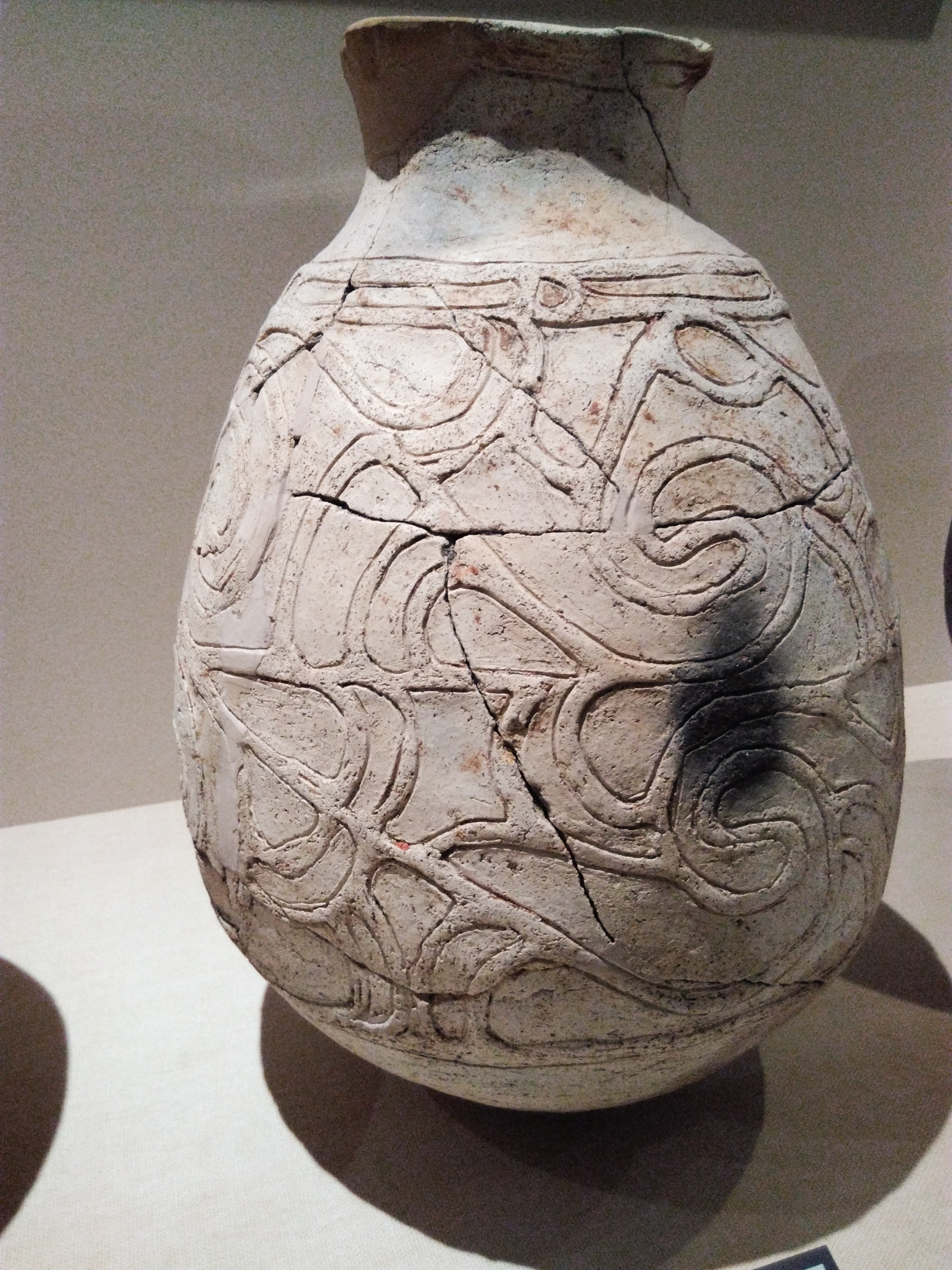
Jarre de célébration funéraire. Jomon Récent, v. 2500-1500. Musée, Oyu Stone Circle Center. Préfecture d'Akita, nord du Japon.
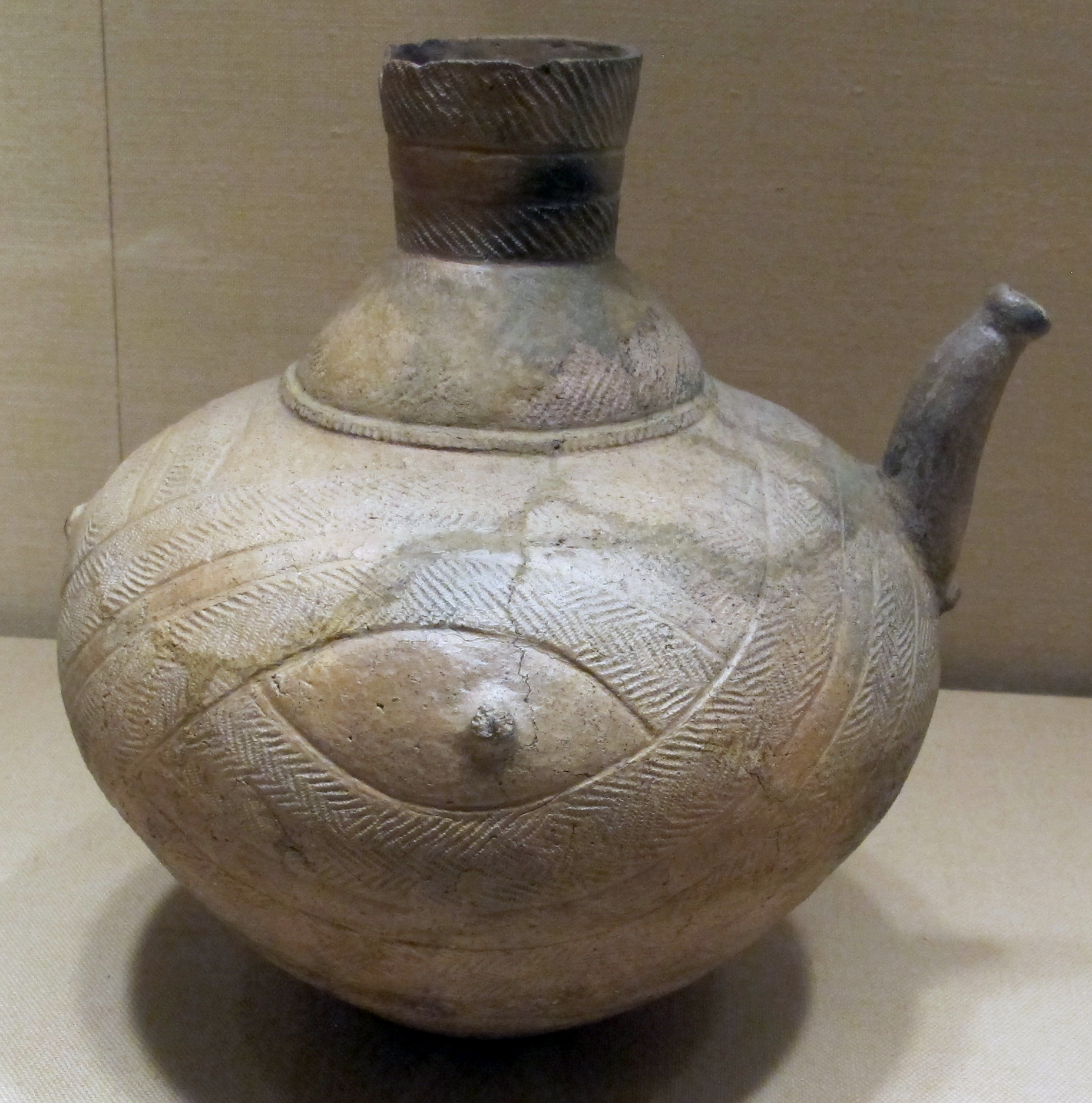
Verseuse, décor cordé et incisé. H. 31 cm. Jomon Récent, 2500-1000. Région de Tōhoku, style Tokoshinai type 5. Metropolitan Museum of Art. Nord-est du Japon.
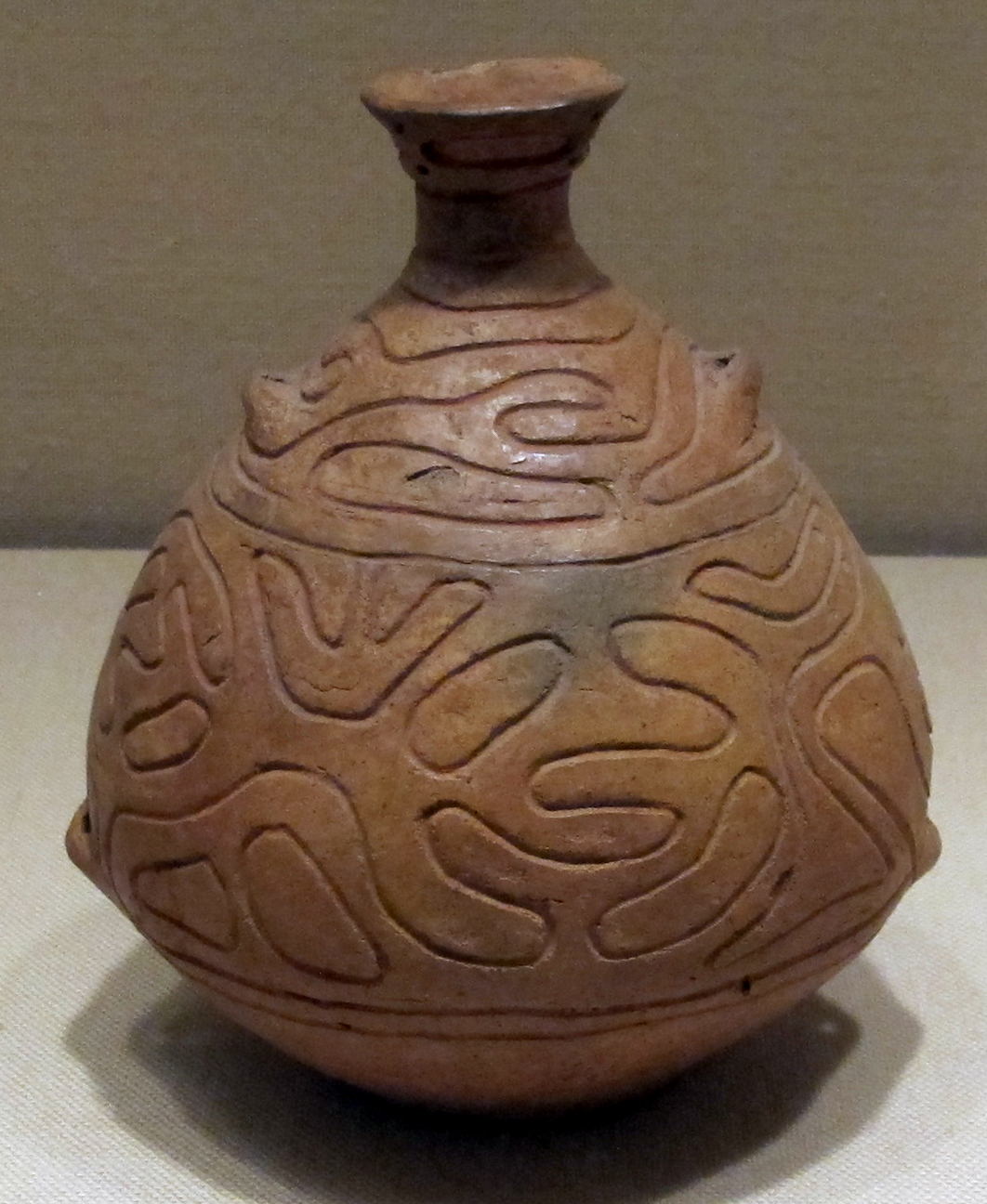
Bouteille, H. 20 cm, terre cuite polie et incisée. Jomon Récent, 2500-1000. Nord : Tōhoku. Metropolitan Museum of Art[38].

- Jōmon Final, 1000-300

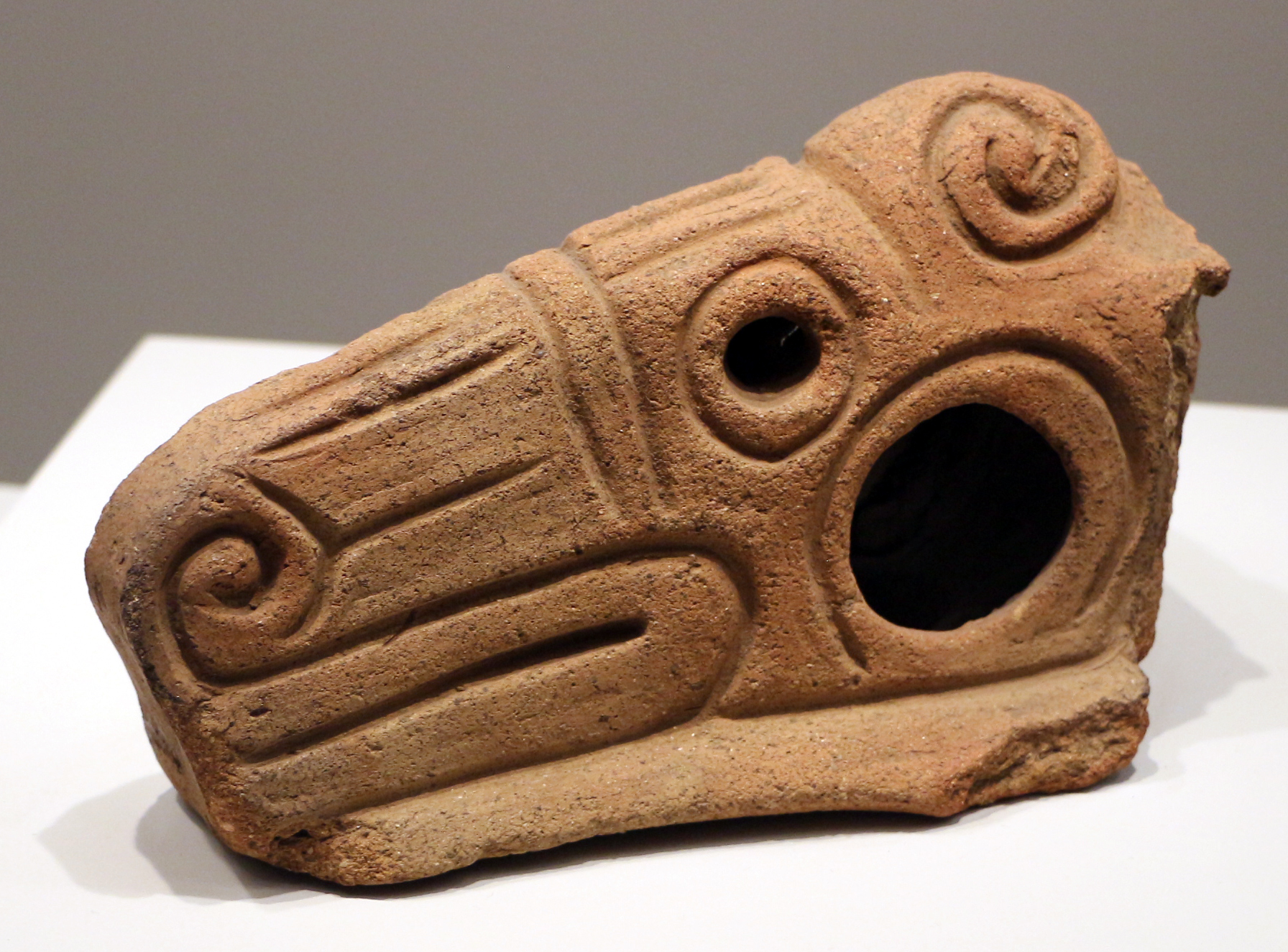
« Poignée » de vase en forme de tête d'animal. Jōmon Final, 1000-300 AEC (?). Art Institute of Chicago
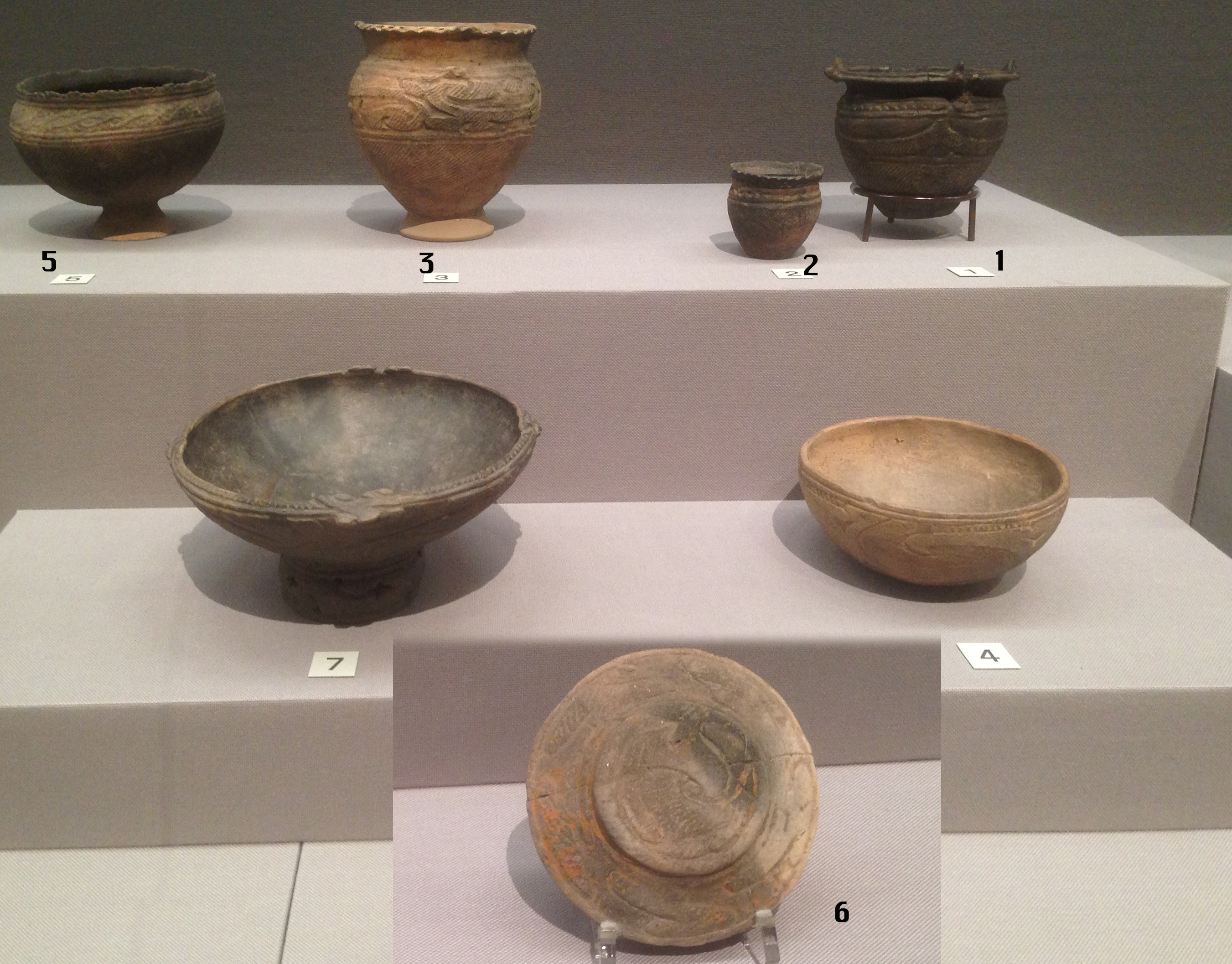
District de Tohoku. Nord du Japon. Musée National de Tokyo[39].
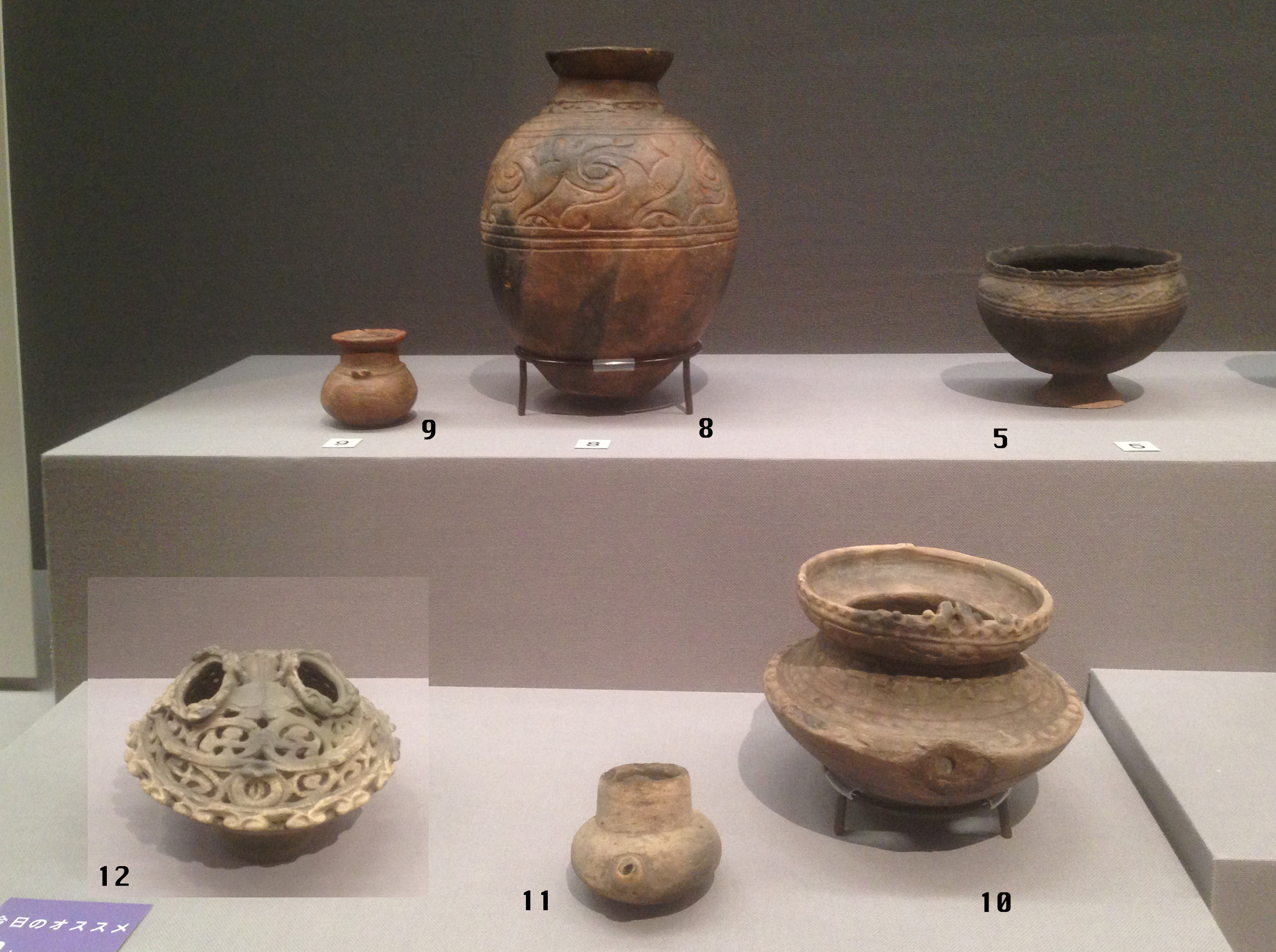
Jomon Final, 1000-400. District de Tohoku, nord du Japon. Musée National de Tokyo[40].
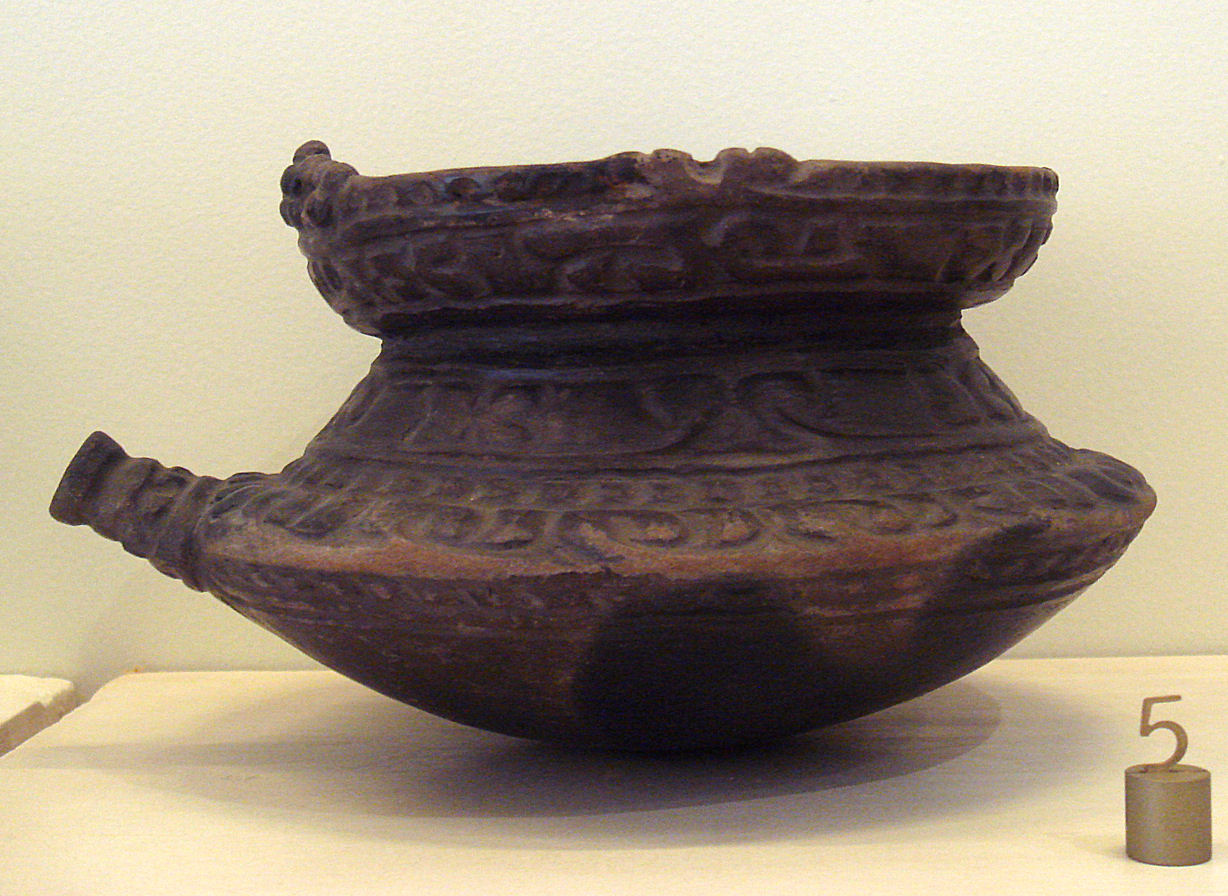
Jarre à bec, style Kamegaoka. Nord : Tohoku. Jomon Final. Musée Guimet.
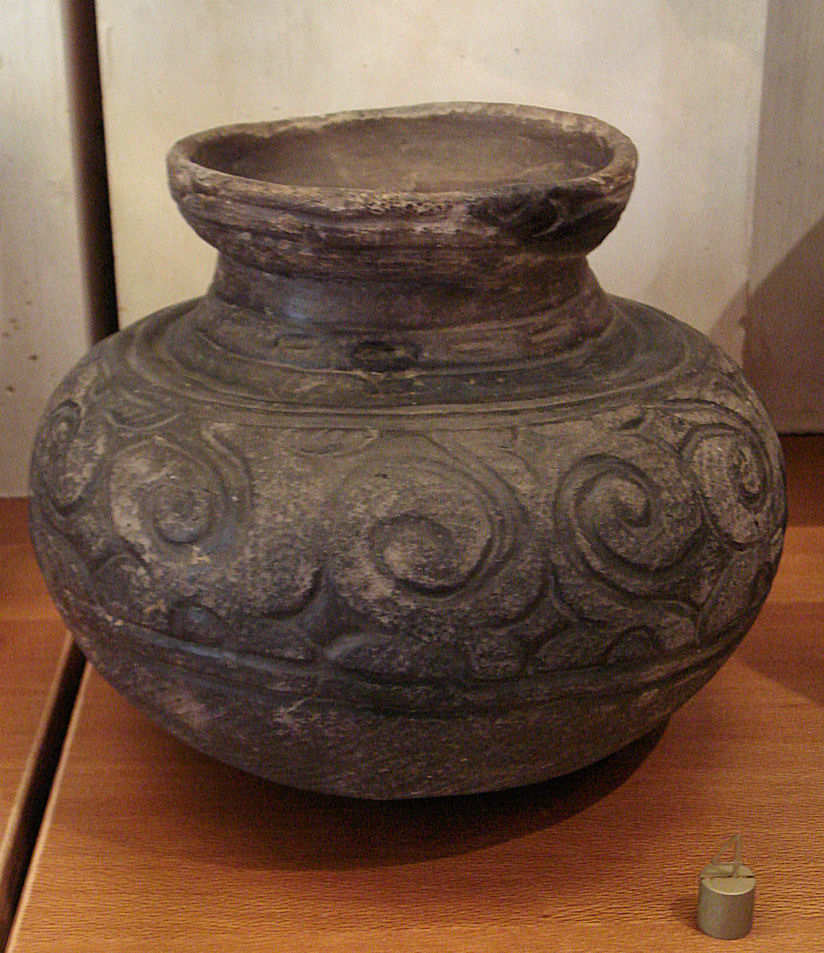
Jarre style Kamegaoka. Le style Kamegaoka est celui des « Dogū aux lunettes de neige » à décor d'arabesques incisées. Tohoku. Jomon Final. Musée Guimet.
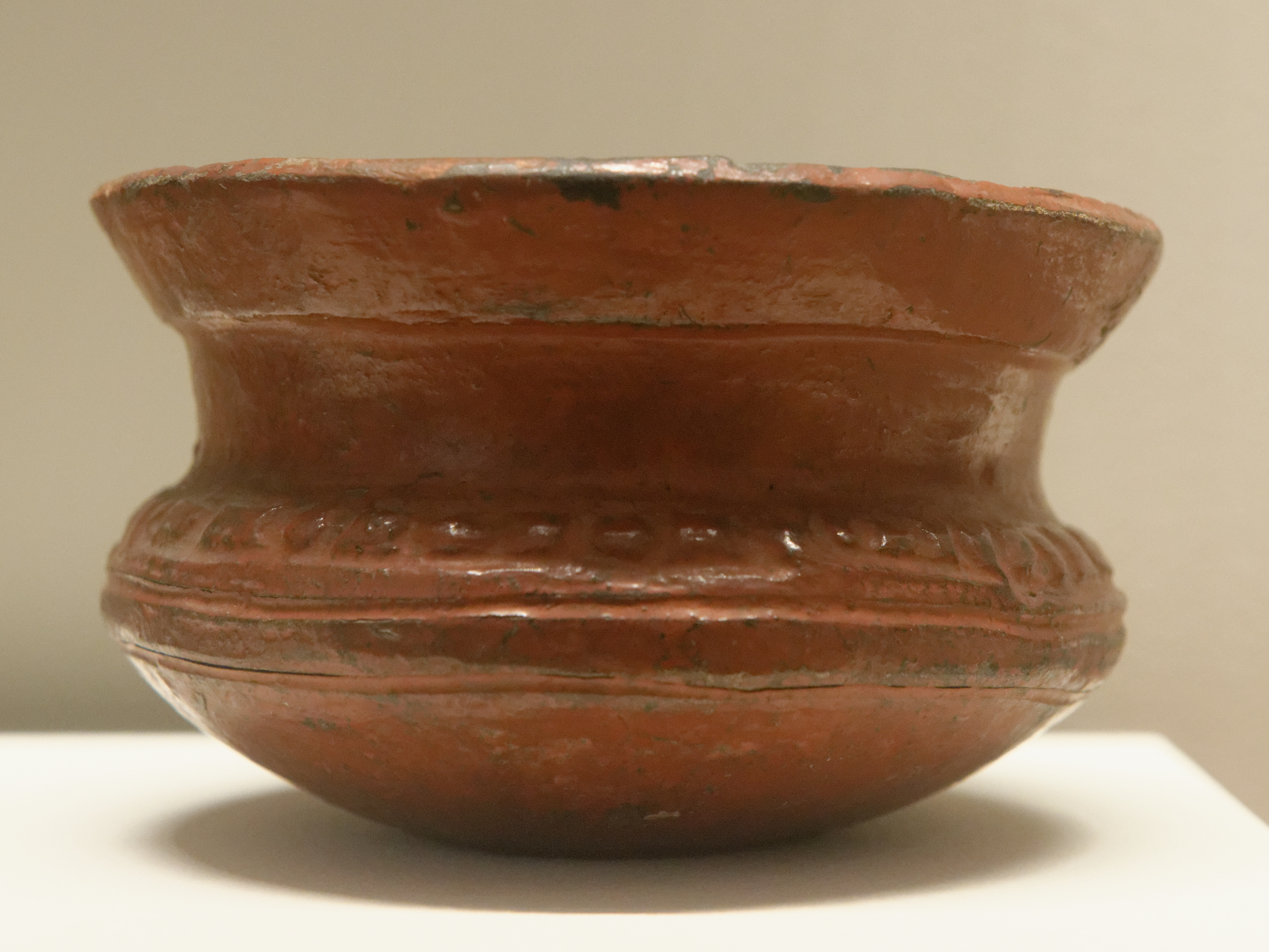
Plat en terre cuite laquée en rouge. Jomon Final. Musée Guimet.

Au Jōmon Récent et Final (2000-300), si les décors incisés et imprimés restent prédominants dans le centre et le nord, on voit apparaître un style nouveau et sans décor dans l'île de Kyūshū, au sud, avec une poterie noire et brillante. La poterie ayant été soigneusement polie, elle est ensuite cuite en réduction, et on ne peut s'empêcher de faire la comparaison avec la poterie de la culture de Longshan du Shandong (2600-1900), elle aussi noire par sa cuisson en réduction, et soigneusement polie, au point d'atteindre l'épaisseur d'une coquille d'œuf. C'est d'ailleurs aussi la période qui voit l'introduction de la riziculture humide, précisément dans l'île de Kyūshū, en provenance probable de la Chine, selon un trajet qui serait passé par la Corée. Certaines formes introduites dans la poterie de cette époque annoncent celles de la période Yayoi.

## La plastique céramique: statuettes et masques
L'art céramique des statuettes et des masques au Jōmon Moyen et surtout Récent et Final partage avec la poterie contemporaine des procédés et des motifs décoratifs. Les poteries en forme de brûle-parfum, d'une très grande diversité de formes, partagent clairement leurs motifs avec ceux des dogu et « il est raisonnable de les considérer comme formant un ensemble avec les figurines, répondant à l'univers mental et spirituel des sociétés Jōmon à ce moment de leur histoire ».
Dans la région qui a livré des vases à  scènes de chasse , les cercles de pierres d'Oyu (sur la côte ouest, à la même latitude, préfecture d'Akita) ont livré de petites plaques épaisses et rectangulaires en terre cuite Ces plaques êvoquent des "figures humaines" par les orifices naturels du corps humain auxquels ils renvoient, mais aussi avec des petits trous surnuméraires. Deux petits trous « en haut » et un plus grand entre eux, situé plus bas, invitent à penser à une figure humaine, ce qui est confirmé par d'autres indices. Mais les trous surnuméraires restent énigmatiques.
Cet usage de la céramique, figurative, se distingue des autres productions figuratives contemporaines dans le monde par d'innombrables variantes sur des motifs de figurines aux traits plus ou moins féminins (les dogū) et des masques (domen) de terre cuite. On les rencontre depuis le sud d'Hokkaido et Tohoku, au nord, jusqu'à la région d'Osaka — Kyoto, le Kinki, au centre, mais pas au-delà. Les petites statuettes, d'une vingtaine de centimètres de hauteur environ, sont considérées comme des trésors nationaux au Japon. La stylisation très poussée de ces figurines donne lieu à des jeux formels complexes, mais chaque fois parfaitement cohérents du point de vue plastique : jeux de formes aux courbes tendues et couvertes de zones striées, aux grands yeux ronds ; jeux de formes rondes et couvertes d'arabesques proliférantes, contrastant avec de grands yeux immaculés, clos d'un unique trait horizontal.

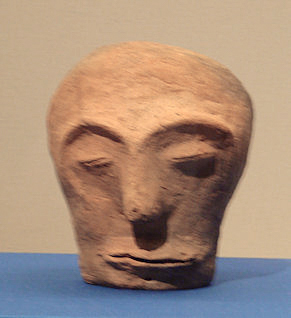
Masque, terre cuite à reliefs, creux, env. demi taille humaine : H. 15,5 cm, L. 13,5 cm. Jōmon Ancien, 5000-2500[47].
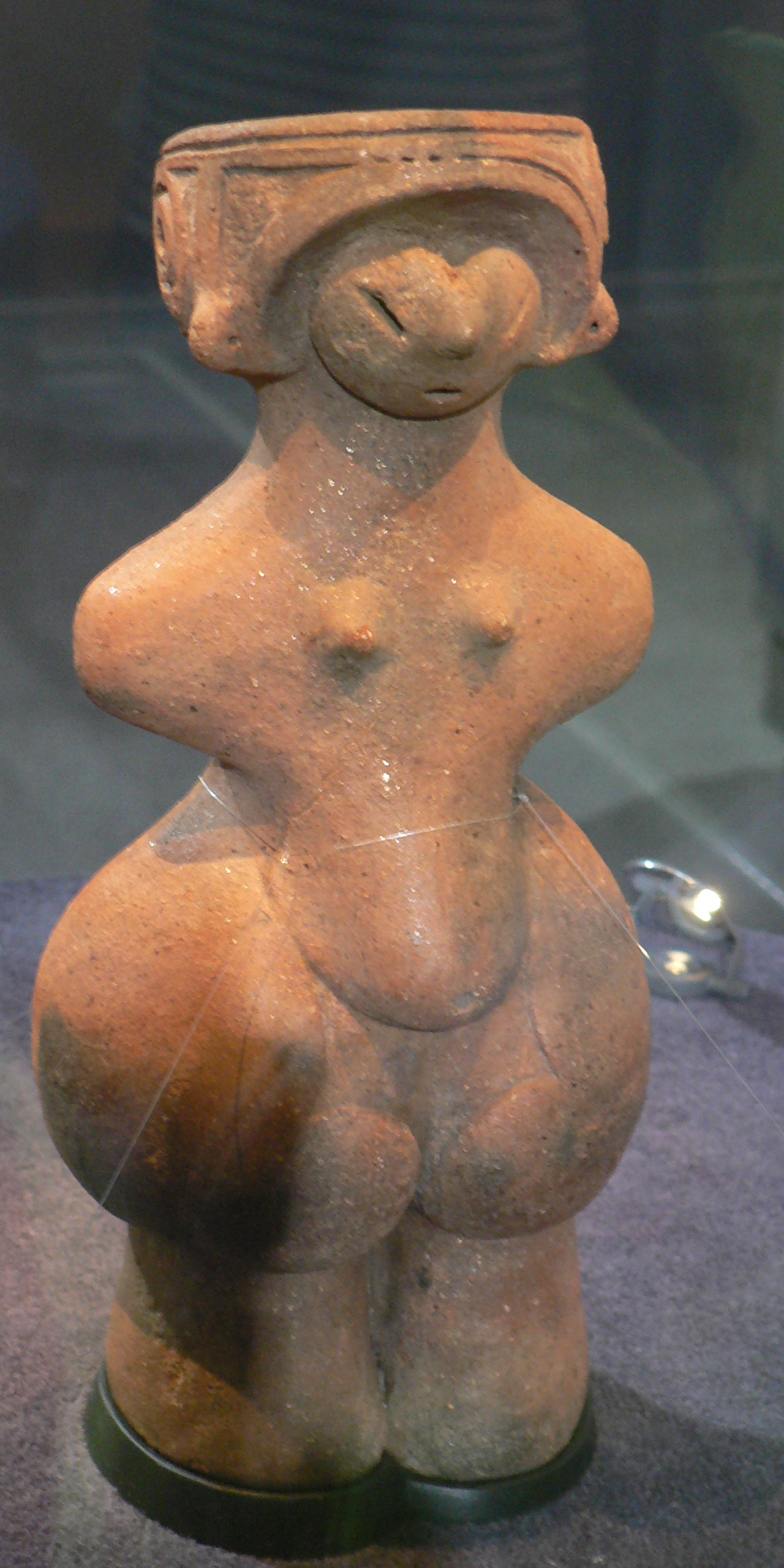
« Vénus », site de Tanabatake. Terre cuite, H. 27 cm. Nagano. Jōmon Moyen 2500-1500. Chino City Board of Education[48].
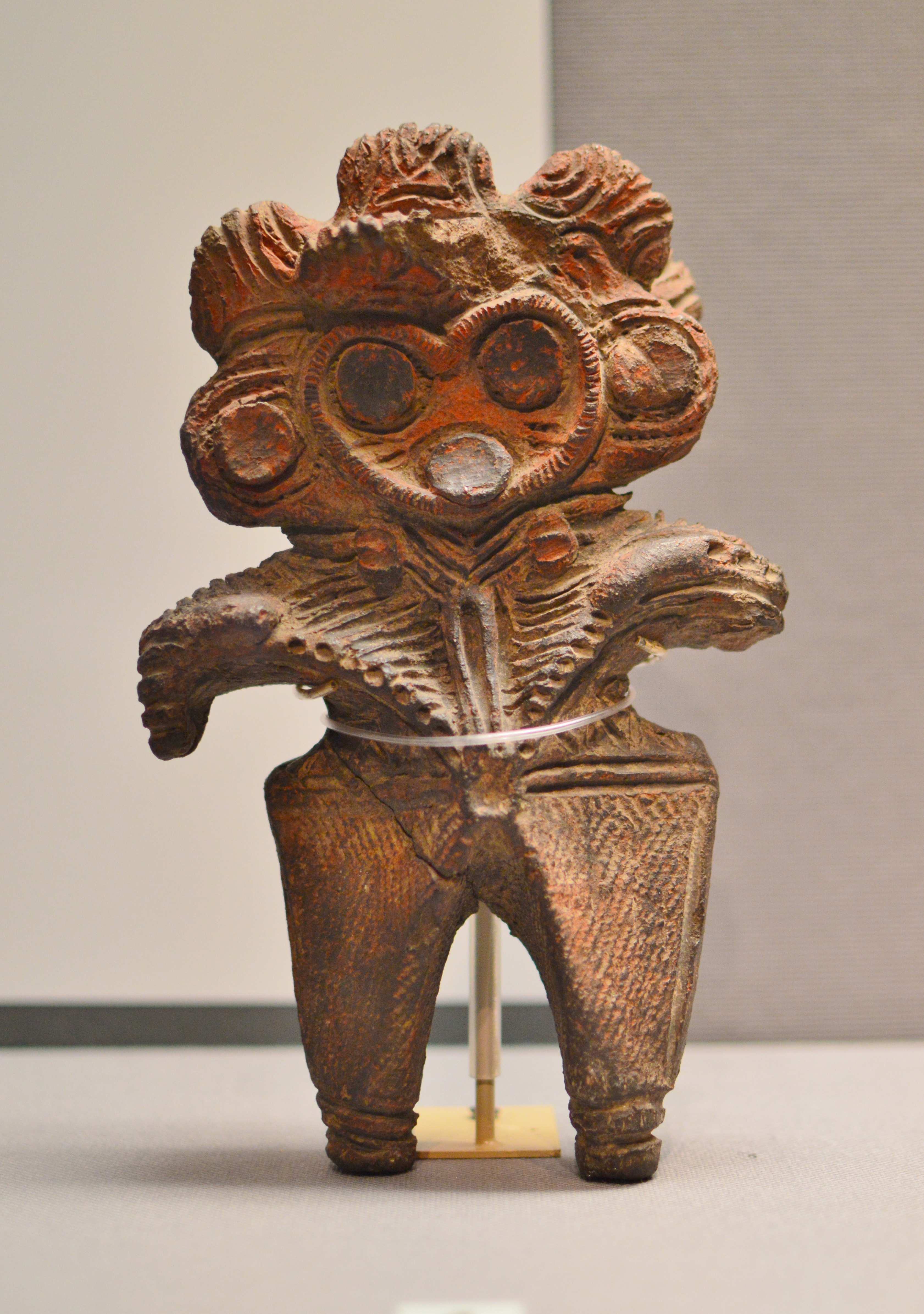
Dogū à tête de chouette cornue. H. 20,5 cm. Jōmon Récent 1500-1000. Saitama. Musée national de Tokyo[49].
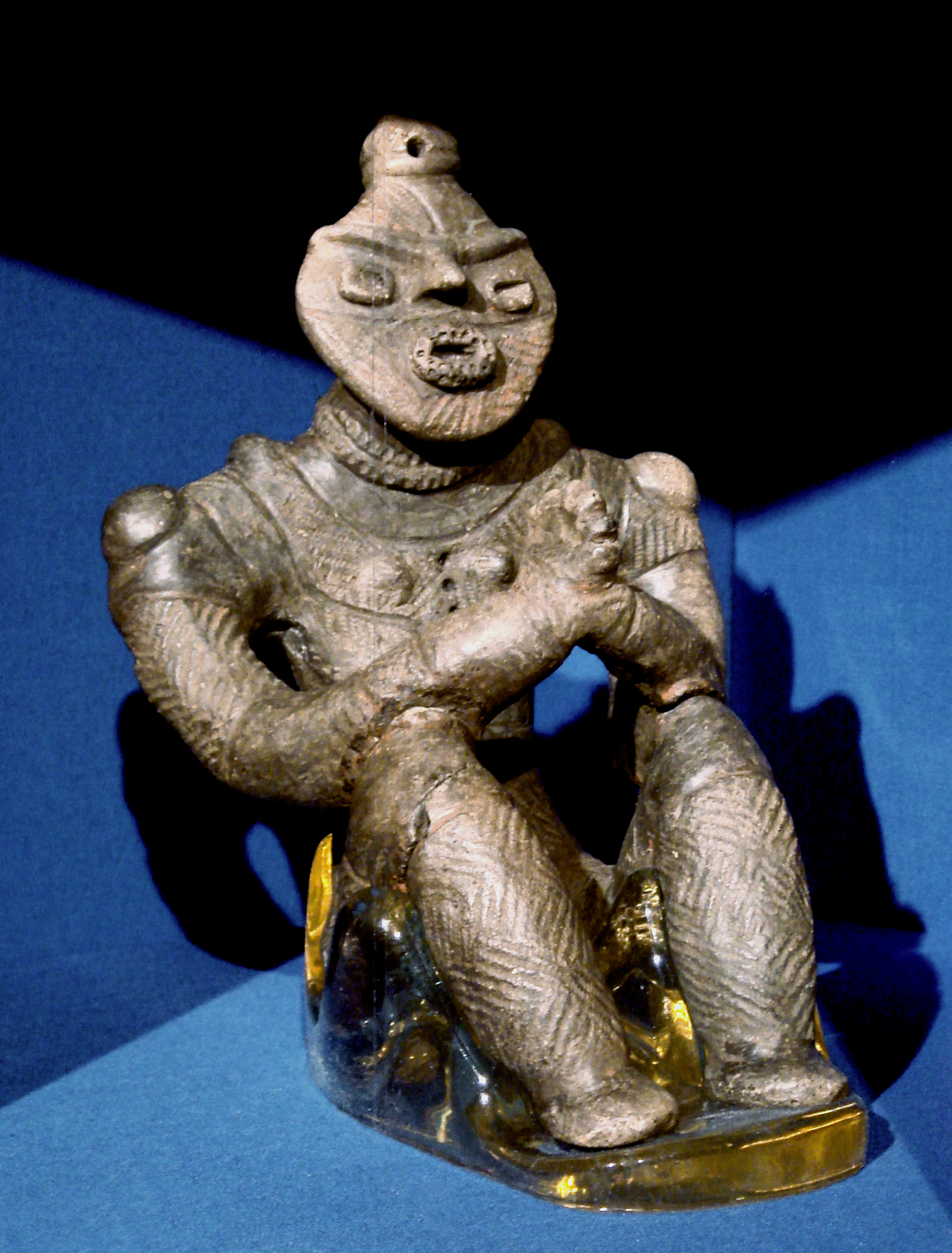
Dogū assis, mains jointes. Terre cuite, H. 19,8 cm. Jōmon Récent, v. 1500-1000. Site de Kazahari I, Aomori. Hachinohe[50].
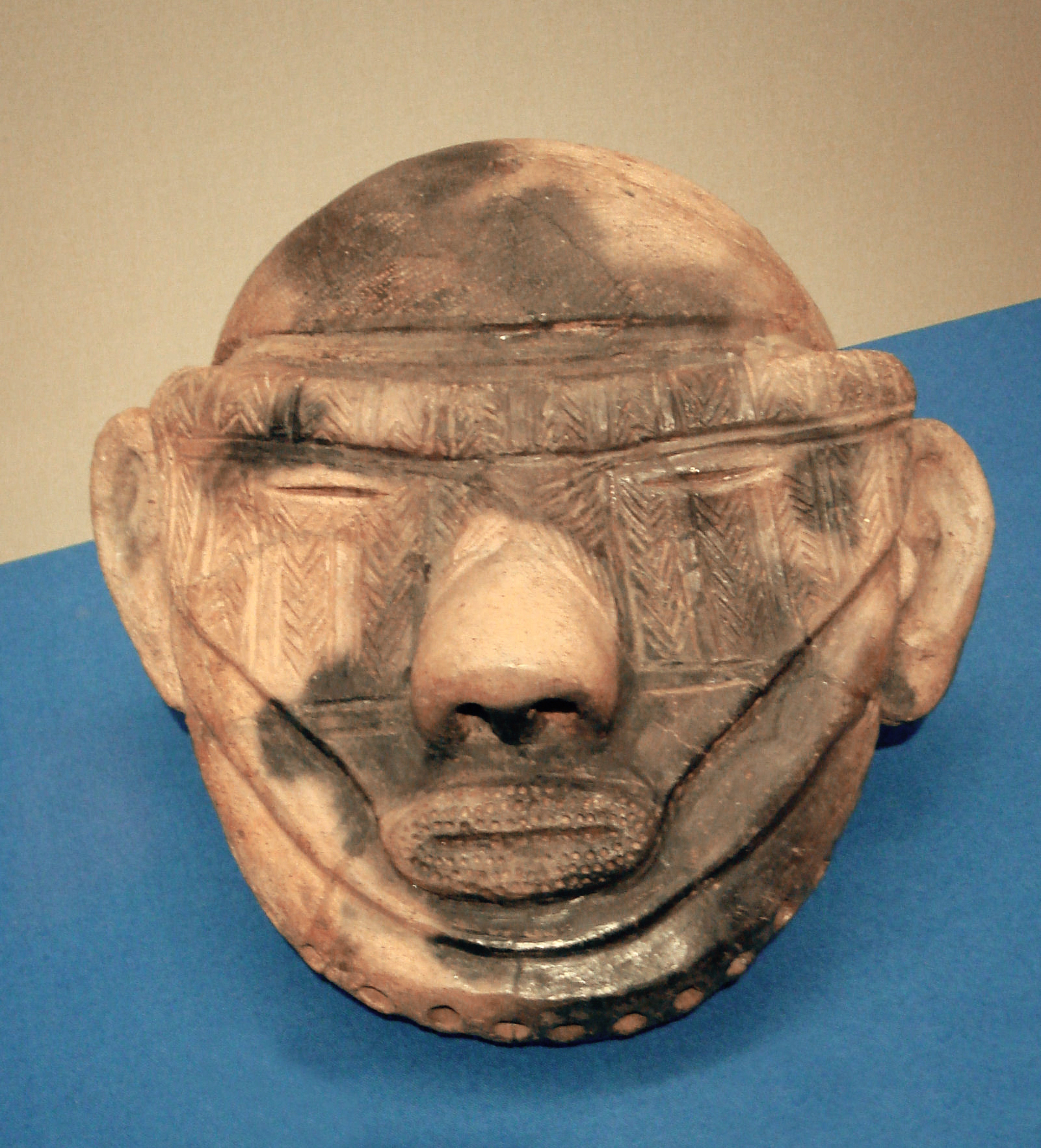
Tête d'une grande figure / rituel funéraire (?). Terre cuite, H. 25 cm. Jōmon Récent, v. 1500 AEC. Site : Shidanai, préfecture d'Iwate[51].
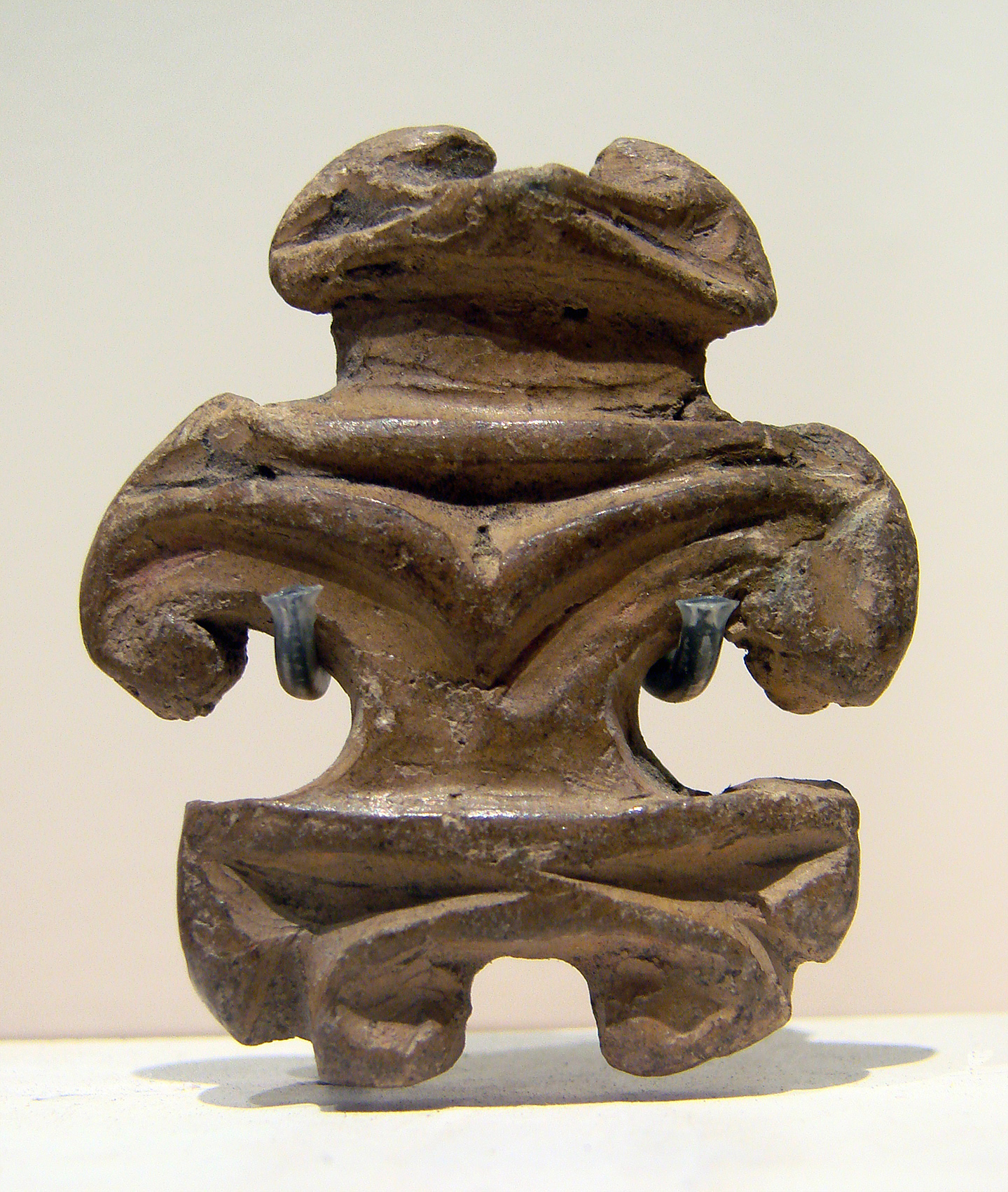
Dogū, région de Kantō ou de Tohoku. Jōmon Récent, v. 1500-1000. Musée Guimet, Paris.
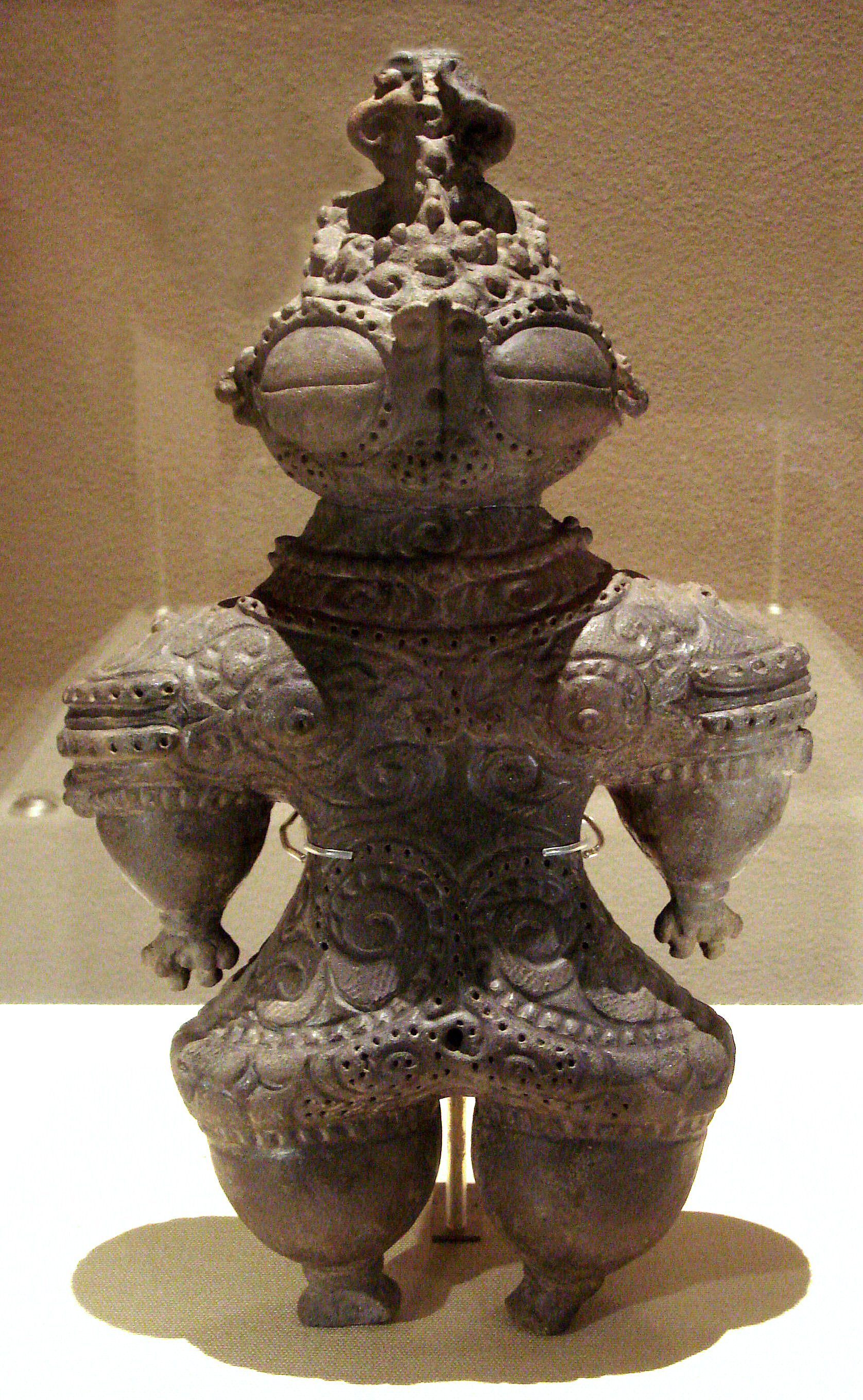
Dogū, préfecture de Miyagi, région de Tohoku. Jōmon Final 1000-300. Musée national de Tokyo.